# Crimes de guerre de la fédération de Russie
Cet article concerne les crimes de guerre russes. Pour les crimes de guerre de l'invasion russe de l'Ukraine, voir Crimes de guerre lors de l'invasion russe de l'Ukraine.
Pour les crimes de guerre russes commis avant 1991, voir Crimes de guerre soviétiques.

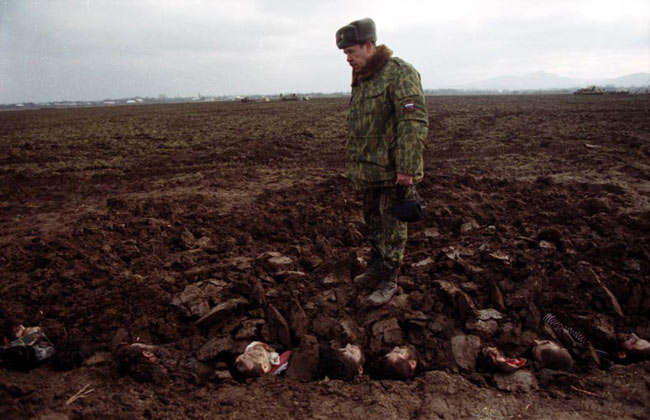
Un soldat russe se tient sur une fosse commune après la bataille de Komsomolskoïe pendant la seconde guerre de Tchétchénie, en 2000.

Depuis 1991, les crimes de guerre russes, en violation du droit pénal international, représentent les crimes de guerre, les crimes contre l'humanité et le crime génocidaire que les forces armées et paramilitaires officielles de la fédération de Russie sont accusées d'avoir commis depuis la dissolution de l'Union soviétique. Cette accusation s'étend également à la complicité de crimes commis par des proto-États ou des États fantoches armés et financés par la Russie, notamment la république populaire de Louhansk et la république populaire de Donetsk. Ces violations du droit de la guerre comprennent le meurtre, la torture, le terrorisme, la déportation ou la migration forcée, l'enlèvement, le viol, le pillage, la séquestration, les frappes aériennes aveugles ou les attaques contre des cibles civiles et la destruction du patrimoine culturel.
Amnesty International et Human Rights Watch relèvent des crimes de guerre russes en Tchétchénie,,, en Géorgie,, en Ukraine,,, et en Syrie,,,. Médecins sans frontières documente également des crimes de guerre commis en Tchétchénie. En 2017, selon le Haut-Commissariat des Nations unies aux droits de l'homme (HCDH), la Russie a utilisé des armes à sous-munitions et des armes incendiaires en Syrie, constituant le crime d'attaque aveugle dans une zone peuplée de civils. La Russie est également accusée de crimes de guerre par le HCDH en Ukraine en 2022 et 2023. Le 13 avril 2022, l'OSCE publie un rapport déclarant la Russie coupable de crimes de guerre à la suite de la frappe aérienne de l'hôpital de Marioupol, tandis que ses assassinats ciblés et disparitions forcées ou enlèvements de civils, y compris de journalistes et de responsables locaux, pourraient être classés comme des crimes contre l'humanité.
En 2009, la Cour européenne des droits de l'homme (CEDH) rend 115 verdicts (y compris le verdict dans l'affaire Baysayeva v. Russia) déclarant le gouvernement russe coupable de disparitions forcées, de meurtres, de tortures et pour ces enquêtes controversées sur les crimes commis en Tchétchénie. En 2021, la CEDH reconnait également la Russie coupable de meurtre, de torture, de pillage et de destruction de biens en Géorgie, et pour avoir empêché le retour de 20 000 Géorgiens déplacés sur leur territoire,.
En raison de son implication dans la guerre en Ukraine, les pays occidentaux imposent de nombreuses sanctions internationales visant des responsables russes à deux reprises en 2014 et 2022,. En 2016, la Russie retire son adhésion à la Cour pénale internationale (CPI), lorsque celle-ci commence à enquêter sur l'annexion de la Crimée pour d'éventuelles violations du droit international,. En conséquence, la résolution ES-11/3 de l'Assemblée générale des Nations unies suspend officiellement la Russie du Conseil des droits de l'homme des Nations unies en raison de crimes de guerre en Ukraine. De nombreux Russes sont reconnus coupables par les tribunaux locaux de crimes de guerre commis en Tchétchénie et en Ukraine. Finalement, en 2023, la CPI inculpe le dirigeant russe Vladimir Poutine pour « crimes de guerre » en Ukraine.

## Tchétchénie
Après la dissolution de l'Union soviétique en 1991, la Tchétchénie déclare son indépendance. Les responsables russes refusent de reconnaître la déclaration d'indépendance de la Tchétchénie, provoquant des tensions. Ces tensions dégénèrent finalement en une guerre à grande échelle lorsque 25 000 soldats russes entrent en Tchétchénie le 11 décembre 1994. La guerre se termine par l'indépendance de facto de la Tchétchénie et le retrait des troupes russes en 1996. Cependant, les tensions entre la Russie et la Tchétchénie demeurent et montent en intensité jusqu'à ce que la seconde guerre éclate en 1999, la Russie menant une contre-insurrection jusqu'en 2017. Cet épisode s'achève lorsque la Russie prend le contrôle total de la Tchétchénie et installe un gouvernement prorusse. De nombreux crimes de guerre ont été commis, la plupart d'entre eux par les forces armées russes,. Certains universitaires estiment que la brutalité des attaques russes commis contre un si petit groupe ethnique équivaut à un génocide,.
Pendant les deux guerres, les Tchétchènes ont été déshumanisés et la propagande russe les a dépeints comme des « noirs », des « bandits », des « terroristes », des « cafards » et des « punaises de lit ». Les forces armées russes ont commis de nombreux crimes de guerre.

### Première guerre de Tchétchénie

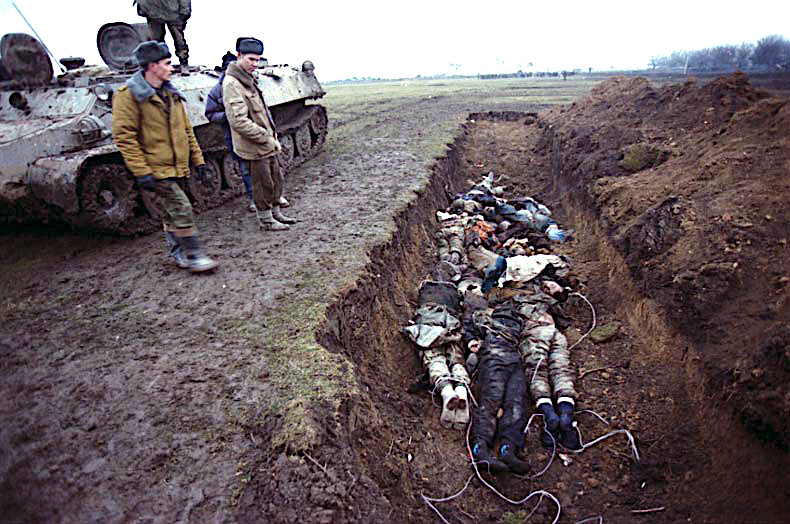
Troupes russes enterrant des cadavres dans une tranchée en Tchétchénie pendant la seconde guerre de Tchétchénie.

Tout au long de la première guerre de Tchétchénie, les organisations de défense des droits de l'homme accusent les forces russes d'avoir déclenché une guerre brutale au mépris total du droit international humanitaire, causant des dizaines de milliers de victimes civiles inutiles parmi la population tchétchène. La principale stratégie de l'effort de guerre russe consiste à utiliser l'artillerie lourde et les frappes aériennes, entraînant de nombreuses attaques aveugles contre des civils. Selon Human Rights Watch, la campagne est « sans précédent dans la région depuis la Seconde Guerre mondiale pour son ampleur et sa destructivité, suivie de mois de tirs aveugles et ciblés contre des civils ».
Les crimes comprennent l'utilisation de bombes à fragmentation interdites lors de l'attaque à la bombe à fragmentation de Chali en 1995, qui a visé un marché, une station-service et un hôpital,,, et le massacre de Samachki en avril 1995, dans lequel on estime que jusqu'à 300 civils sont morts pendant l'attaque. Les forces russes ont mené une opération « zachistka », des perquisitions maison par maison dans tout le village. Les soldats fédéraux ont délibérément et arbitrairement attaqué des civils et des habitations civiles à Samachki en tirant sur des habitants et en brûlant des maisons à l'aide de lance-flammes. Ils ont délibérément ouvert le feu ou lancé des grenades dans les sous-sols où se cachaient des habitants, pour la plupart des femmes, des personnes âgées et des enfants. Les troupes russes ont intentionnellement brûlé de nombreux corps, soit en les jetant dans des maisons en feu, soit en y mettant le feu.
Au cours de la première bataille de Grozny, les raids aériens et les bombardements d'artillerie russes sont décrits comme la plus lourde campagne de bombardements en Europe depuis la destruction de Dresde. L'historien et général russe Dmitri Volkogonov déclare que le bombardement militaire russe de Grozny a tué environ 35 000 civils, dont 5 000 enfants. Cela conduit des sources occidentales et tchétchènes à décrire la stratégie russe comme un bombardement stratégique délibéré. Le bain de sang de Grozny choque la Russie et le monde extérieur, provoquant de sévères critiques de la guerre. Les observateurs internationaux de l'Organisation pour la sécurité et la coopération en Europe (OSCE) décrivent les scènes comme une « catastrophe inimaginable », tandis que l'ancien dirigeant soviétique Mikhaïl Gorbatchev qualifie la guerre d'« aventure honteuse et sanglante », le chancelier allemand Helmut Kohl estime que cela est « de la pure folie ».
Dans un rapport de mars 1996, la Commission des droits de l'homme des Nations Unies (UNCHR) accuse les troupes russes d'avoir tiré sur des civils et de les avoir tués aux postes de contrôle et d'avoir exécuté sommairement des hommes tchétchènes capturés, civils et combattants. Deux cas concernent des soldats russes assassinant des travailleurs humanitaires qui tentaient de sauver un civil de l'exécution dans une rue de Grozny. Des officiers des forces du ministère russe de l'Intérieur sont accusés d'avoir tiré sur un groupe de soldats qui refusaient de persécuter la population civile.

### Seconde guerre de Tchétchénie

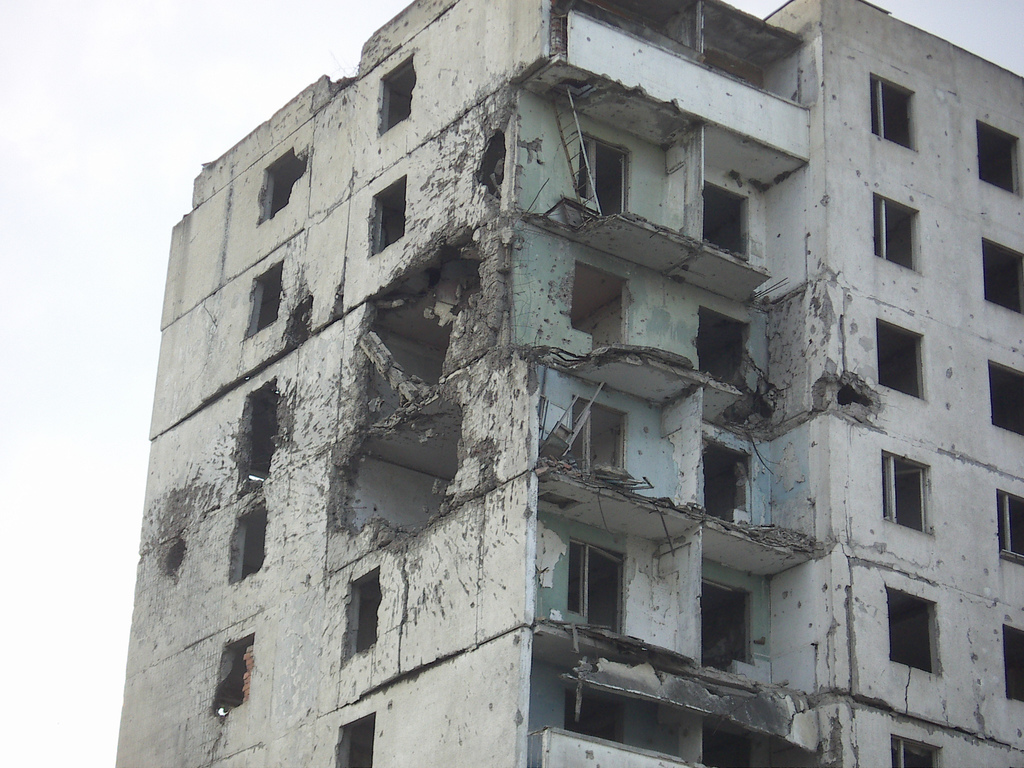
Un bâtiment endommagé pendant la guerre à Grozny.

La deuxième guerre tchétchène, qui commence en 1999, sera encore plus brutale que la guerre précédente,. Selon des militants des droits de l'homme, les troupes russes ont systématiquement commis les crimes suivants en Tchétchénie : destruction de villes et de villages, non justifiée militairement ; bombardements d'établissements humains non militaire ; exécutions extrajudiciaires sommaires et les meurtres de civils ; torture, mauvais traitements et atteinte à la dignité humaine ; lésions corporelles graves infligées intentionnellement à des personnes ne participant pas directement aux hostilités ; frappes délibérées contre la population civile, destructions de véhicules civils et sanitaires ; détentions illégales de la population civile ; disparitions forcées ; pillage et destruction de biens civils et publics ; extorsion; prise d'otages contre rançon ; commerce de cadavres,,. Des viols sont également commis,. Des femmes s’avéreront également soumis aux hommes pendant une durée déterminée,,,,,.
Certains des crimes commis contre la population civile sont les suivants : le bombardement d'Elistanji en 1999 visant des civils, tuant principalement des femmes et des enfants, ; l'attaque au missile de Grozny, au cours de laquelle dix missiles hypersoniques ont visé la maternité, la poste, la mosquée et un marché bondé de la ville,,. Les principales victimes se situent dans le marché central et les estimations tablent sur plus de 100 personnes instantanément tuées et 400 autres blessées. L'armée de l'air russe a perpétré des attaques à la roquette répétées contre un important convoi de réfugiés tentant d'entrer en Ingouchie par une supposée « sortie sûre » lors du bombardement de Chami-Iourt. Cela se répétera en décembre 1999 lorsque des soldats russes ouvrent le feu sur un convoi de réfugiés signalé par des drapeaux blancs.
Pendant le massacre d'Alkhan-Iourt, où des soldats russes se livrent à une série de meurtres dans tout le village et exécutent sommairement, violent, torturent, pillent, brûlent et tuent quiconque se trouve sur leur chemin. La quasi-totalité des meurtres sont commis par des soldats russes se livrant ensuite aux pillages. Les tentatives civiles pour arrêter la folie se solderont souvent par la mort. Les autorités russes ne feront aucun effort sérieux pour traduire en justice les responsables des crimes commis à Alkhan-Iourt. Des témoignages crédibles suggèrent que les dirigeants russes dans la région étaient au courant de ce qui se passait et ont simplement choisi de l'ignorer. Les dirigeants militaires russes qualifient l'incident de « contes de fées », affirmant le massacre a été monté de toutes pièces afin de nuire à la réputation des troupes russes. Le général russe Vladimir Chamanov rejette toute responsabilité pour les exactions commises dans le village en déclarant « N'osez pas toucher les soldats et les officiers de l'armée russe. Ils mènent une mission sacrée aujourd'hui : ils défendent la Russie. Et n'osez pas salir le soldat russe avec vos mains sales ! ».

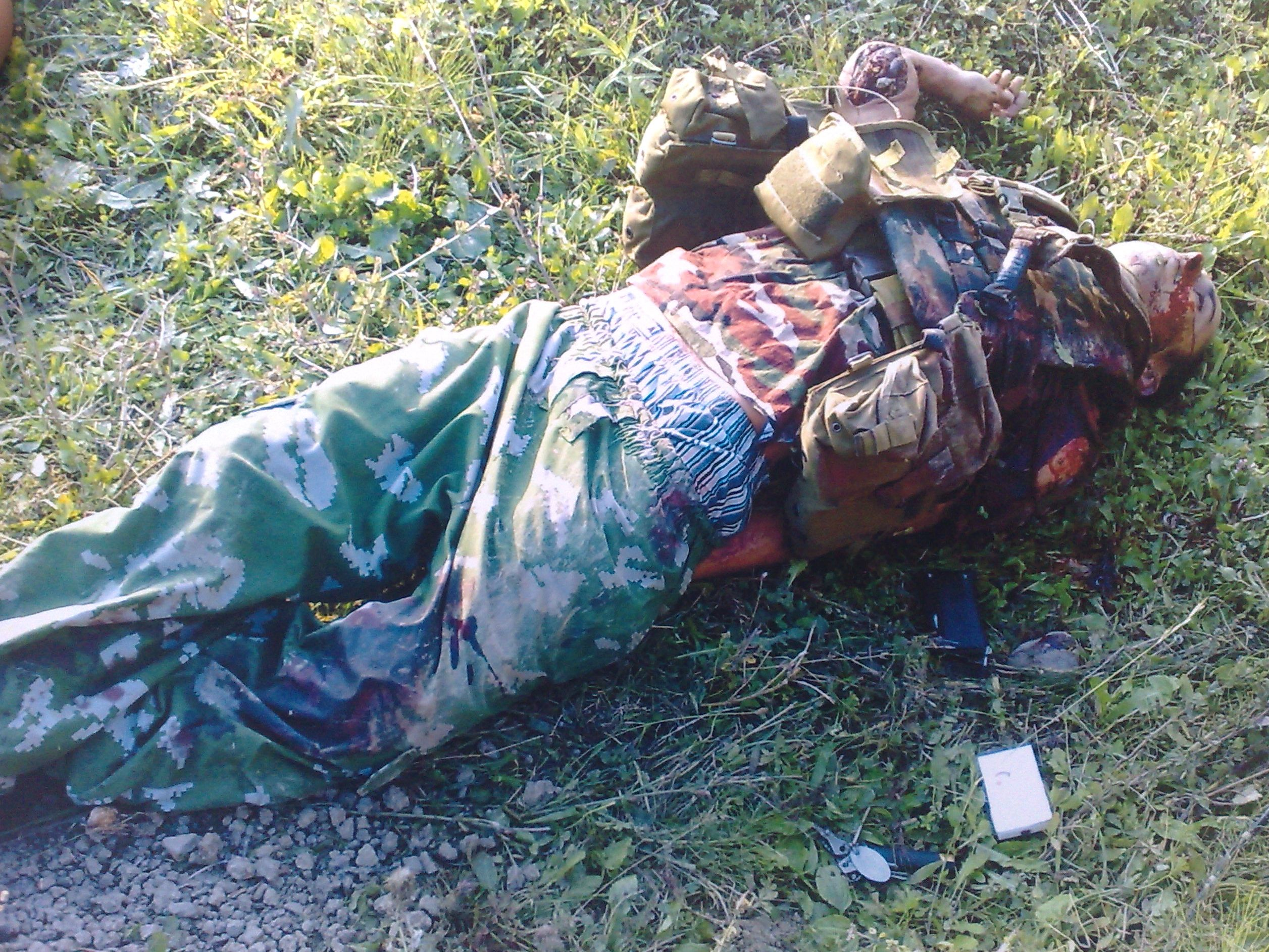
Dépouille de soldat tchétchène.

Dans ce qui est considéré comme l'un des crimes de guerre les plus graves de la guerre, les forces fédérales russes ont procédé à un ratissage de village (zatchistka), impliquant des exécutions sommaires de dizaines de personnes, des meurtres, des pillages, des incendies criminels et des viols de civils tchétchènes dans ce qui est connu comme le massacre de Novie Aldi,,. Les troupes russes bombardent le village la veille avant d'entrer dans la zone, imposant aux résidents locaux de sortir de leurs caves pour inspection le lendemain. En entrant dans le village, les soldats russes abattent leurs victimes de sang-froid, avec des tirs automatiques à bout portant. L'âge des victimes comprend des bébés d'un an à une femme de 82 ans. Les victimes se voient demander de l'argent ou des bijoux par les soldats russes, qui servent de prétexte à leur exécution si la somme s'avère insuffisante. Les soldats fédéraux retirent les dents en or de leurs victimes et pillent leurs cadavres. Les meurtres sont accompagnés d'incendies criminels dans le but de détruire les preuves d'exécutions sommaires et d'autres meurtres de civils. Plusieurs cas de viol sont signalés. Lors d'un incident, des soldats russes violent plusieurs femmes en groupe avant de les étrangler à mort. Des pillages à grande échelle ont lieu dans le village, les soldats russes dépouillant les maisons des civils en plein jour. Toute tentative visant à faire assumer aux autorités russes la responsabilité du massacre se solde par un démenti indigné. Human Rights Watch qualifie la réponse des autorités russes de « typique ». Un porte-parole du ministère russe de la Défense déclare que « ces affirmations ne sont rien d'autre qu'une concoction non étayée par des faits ou aucune preuve... [et] doivent être considérées comme une provocation dont le but est de discréditer l'opération des forces fédérales contre les terroristes en Tchétchénie »,. Selon un témoin oculaire, des enquêteurs du Service fédéral de sécurité lui ont dit que le massacre a probablement été commis par des combattants tchétchènes « déguisés en troupes fédérales ».

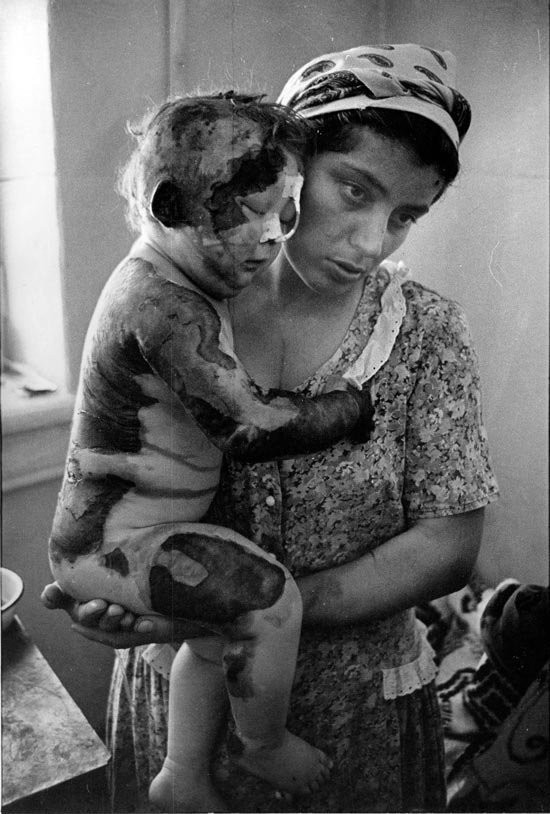
Une femme tchétchène portant un enfant blessé.

Lors du massacre de Staropromyslovsky entre décembre 1999 et janvier 2000, les soldats russes se sont apparemment livrés à une frénésie, rassemblant des civils et les exécutant sommairement,. Les crimes comprennent des pillages généralisés et des incendies criminels. Parmi les victimes figurent toute la famille Zoubaïev de neuf membres, qui aurait été abattue dans la rue par une mitraillette lourde (probablement à partir d'un véhicule blindé). Lors d'un incident, des soldats russes tirent sur des civils cachés dans une cave. Selon un survivant de l'incident, après avoir crié aux soldats : « S'il vous plaît, ne nous tirez pas dessus, nous sommes des civils locaux », les soldats leur ordonnent de sortir de la cave les mains en l'air. Une fois dehors, les soldats russes les font redescendre et leur lancent plusieurs grenades à main. Après avoir été imposé de sortir une nouvelle fois, les survivants sont reçus par des tirs de mitrailleuses à bout portant,,. Le massacre demeura impuni et non reconnu par les autorités russes.
Le siège et les bombardements de Grozny en 1999-2000 font périr des dizaines de milliers de civils. L'armée russe lance un ultimatum pendant le siège exhortant les Tchétchènes à quitter la ville ou à être détruits sans pitié. Environ 300 personnes sont tuées alors qu'elles tentent de s'échapper en octobre 1999, puis enterrées dans une fosse commune. Le président russe Poutine jure que l'armée n'arrêtera pas de bombarder Grozny tant que les troupes russes n'auront pas « rempli leur tâche jusqu'au bout ». En 2003, les Nations Unies qualifie Grozny de ville la plus détruite au monde. Le bombardement de Grozny comprend des bombes thermobariques appelées « explosifs carburant-air » interdites, enflammant l'air des civils cachés dans les sous-sols,. Des cas d'utilisation d'armes chimiques, interdites par les Conventions de Genève, sont également signalés.
Des travailleurs humanitaires internationaux auraient été tués par des soldats russes pendant la guerre en Tchétchénie. Le 17 décembre 1996, six délégués du Comité international de la Croix-Rouge (CICR) sont tués lors d'une attaque par des hommes masqués armés à l'hôpital du CICR à Novie Atagi, près de Grozny. En 2010, l'officier des forces spéciales russes, le major Aleksi Potiomkine, affirme que les meurtres ont été perpétrés par des agents du FSB. Un rapport de 2004 identifie des soldats russes utilisant le viol comme moyen de torture contre les Tchétchènes. Sur 428 villages en Tchétchénie, 380 ont été bombardés dans les conflits, laissant derrière eux 70% des maisons détruites.

#### Nombre total de victimes
Amnesty International estime qu'entre 20 000 et 30 000 civils ont été tués au cours de la seule première guerre de Tchétchénie, principalement par des attaques aveugles des forces russes contre des zones densément peuplées, et que 25 000 autres civils sont morts au cours de la deuxième guerre de Tchétchénie. Une autre source suppose que 40 000 à 45 000 civils ont été tués lors du deuxième conflit. Pendant ce temps, en 1996, le chef de la sécurité nationale russe de l'époque, Alexandre Lebed, déclare que 80 000 personnes sont mortes pendant la première guerre. Combiné avec les forces militaires, les historiens estiment qu'un dixième de la population tchétchène est morte dans la première guerre, soit 100 000 personnes sur un total d'un million. Les estimations conservatrices supposent qu'au moins 100 000 à 150 000 personnes sont mortes dans les deux conflits. Des estimations plus élevées des responsables et des ressortissants tchétchènes supposent que jusqu'à 200 000 à 300 000 personnes sont mortes au cours des deux guerres,.
Depuis le début des conflits, 57 fosses communes sont recensées en Tchétchénie.
Human Rights Watch (HRW) a par ailleurs recensé entre 3 000 et 5 000 disparitions forcées en Tchétchénie entre 1999 et 2005, les qualifiant de crime contre l'humanité.
L'ONG allemande Society for Threatened Peoples accuse les autorités russes de génocide dans son rapport de 2005 sur la Tchétchénie.

## Géorgie

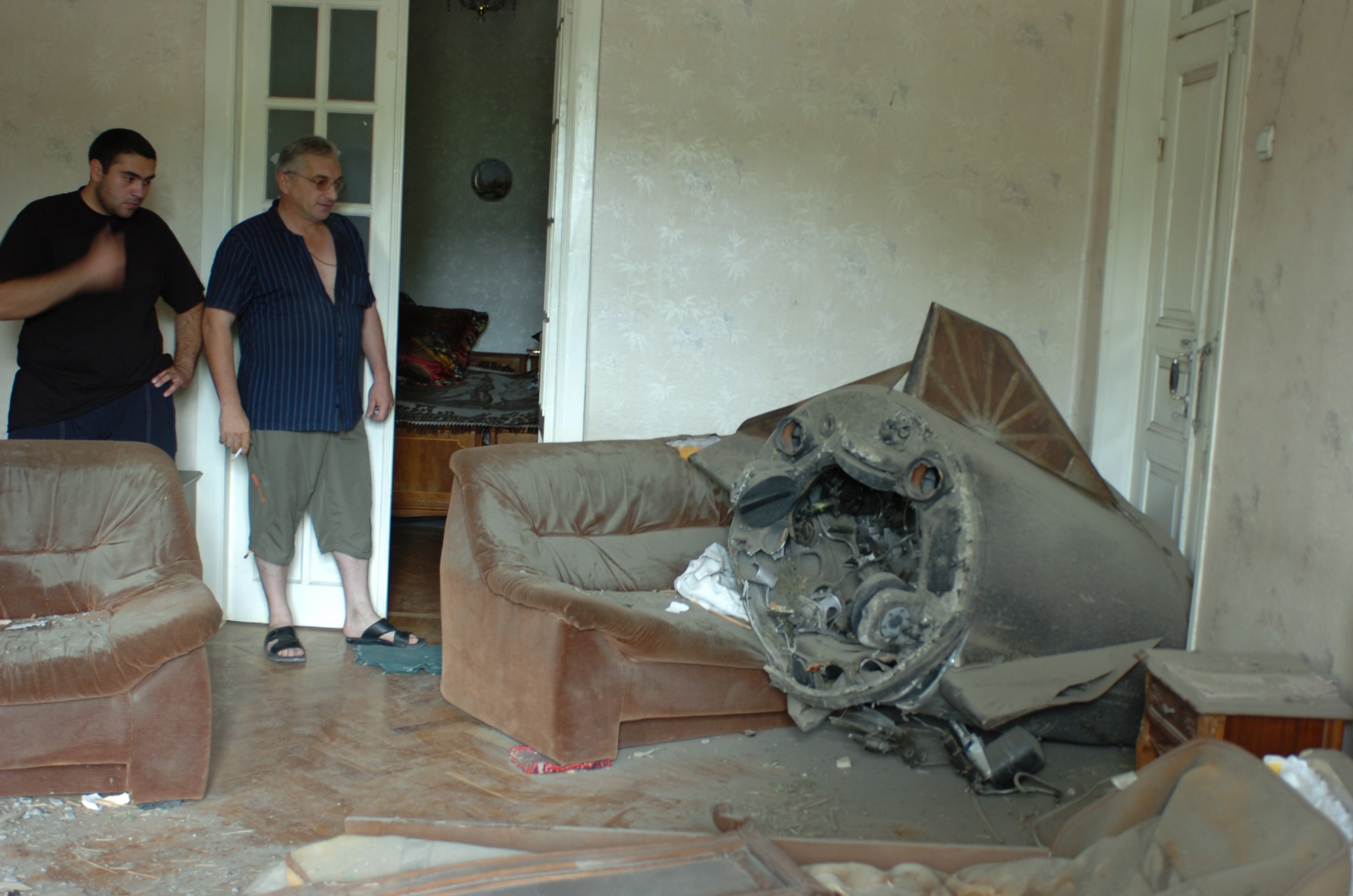
Propulseur d'appoint russe quasi intact ayant atterri dans la chambre d'une maison de Gori, un exemple parmi d'autres d'une possible attaque aveugle dans des zones civiles.

À la suite d'une escalade le 7 août 2008 entre la région séparatiste d'Ossétie du Sud et la Géorgie, les forces russes franchissent la frontière internationale le 8 août et attaquent des soldats géorgiens en soutien à l'Ossétie du Sud,,. Des soldats russes entrent également entrés dans l'autre région d'Abkhazie, même si aucun combat n'y sera enregistré. La guerre se termine le 12 août par un cessez-le-feu négocié par des diplomates internationaux. Le gouvernement russe reconnait l'Ossétie du Sud et l'Abkhazie comme des pays indépendants, bien que selon certains universitaires, les deux régions deviendront en fait des protectorats russes.
HRW indique qu'aucune preuve d'attaques intentionnelles contre des non-combattants par les troupes géorgiennes n'a été découverte.
La Russie a délibérément attaqué des civils en fuite en Ossétie du Sud et dans le district de Gori en Géorgie. Des avions de combat russes bombardent des centres de population civile en Géorgie proprement dite et des villages de Géorgiens de souche en Ossétie du Sud. Des milices armées se livrent à des pillages, des incendies et des enlèvements. Les attaques des milices contraignent les civils géorgiens à fuir.
L'utilisation de bombes à fragmentation par les Russes provoque des morts parmi les civils. Amnesty International accuse la Russie d'avoir délibérément bombardé et attaqué des zones et des infrastructures civiles, ce qui constitue un crime de guerre. La Russie nie avoir utilisé des bombes à fragmentation. 228 civils géorgiens ont péri dans le conflit.
De plus, l'armée russe n'a rien fait pour empêcher le nettoyage ethnique des Géorgiens en Ossétie du Sud dans la zone sous son contrôle,.

## Ukraine

### 2014–2021
À la suite de la révolution ukrainienne de 2014, le président ukrainien pro-russe, Viktor Ianoukovytch, est évincé et s'enfuit en Russie, et le nouveau gouvernement ukrainien adopte une perspective pro-européenne. La Russie répond par l'annexion de la Crimée, déclarée illégale par l'Assemblée générale des Nations Unies dans sa résolution 68/262, tandis que les séparatistes pro-russes déclarent le proto-État non reconnu Novorossiya, dans l'intention d'une sécession de l'Ukraine et d'une insurrection qui conduira finalement à la guerre dans le Donbass, les parties orientales de l'Ukraine. Alors que la Russie nie son implication dans cette guerre, de nombreux éléments de preuve soulignent son soutien aux séparatistes pro-russes. Amnesty International accuse la Russie d'« alimenter les crimes séparatistes » et appelle « toutes les parties, y compris la Russie, à cesser leurs violations des lois de la guerre ».

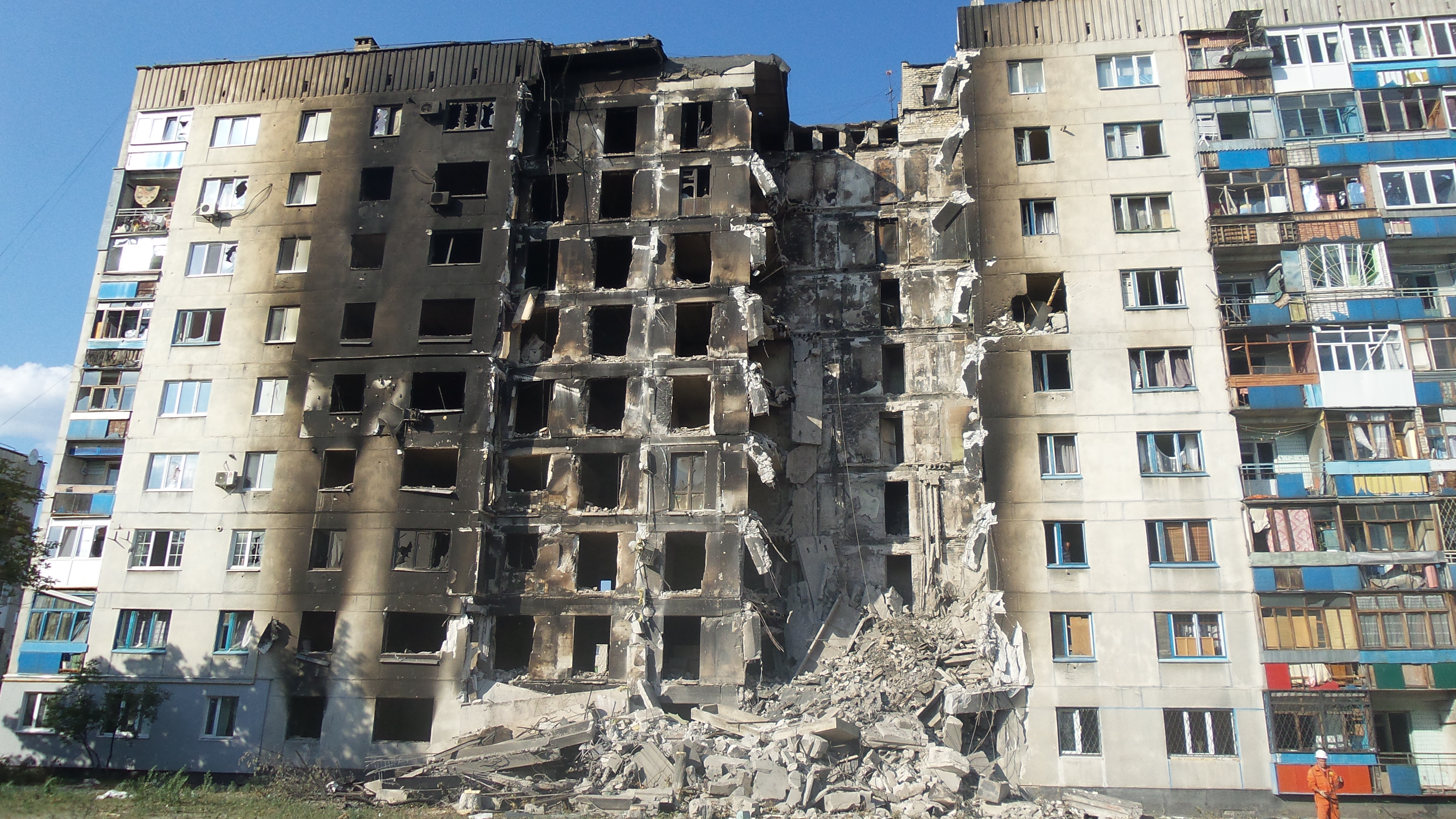
Bâtiment endommagé à Lyssytchansk, 2014.

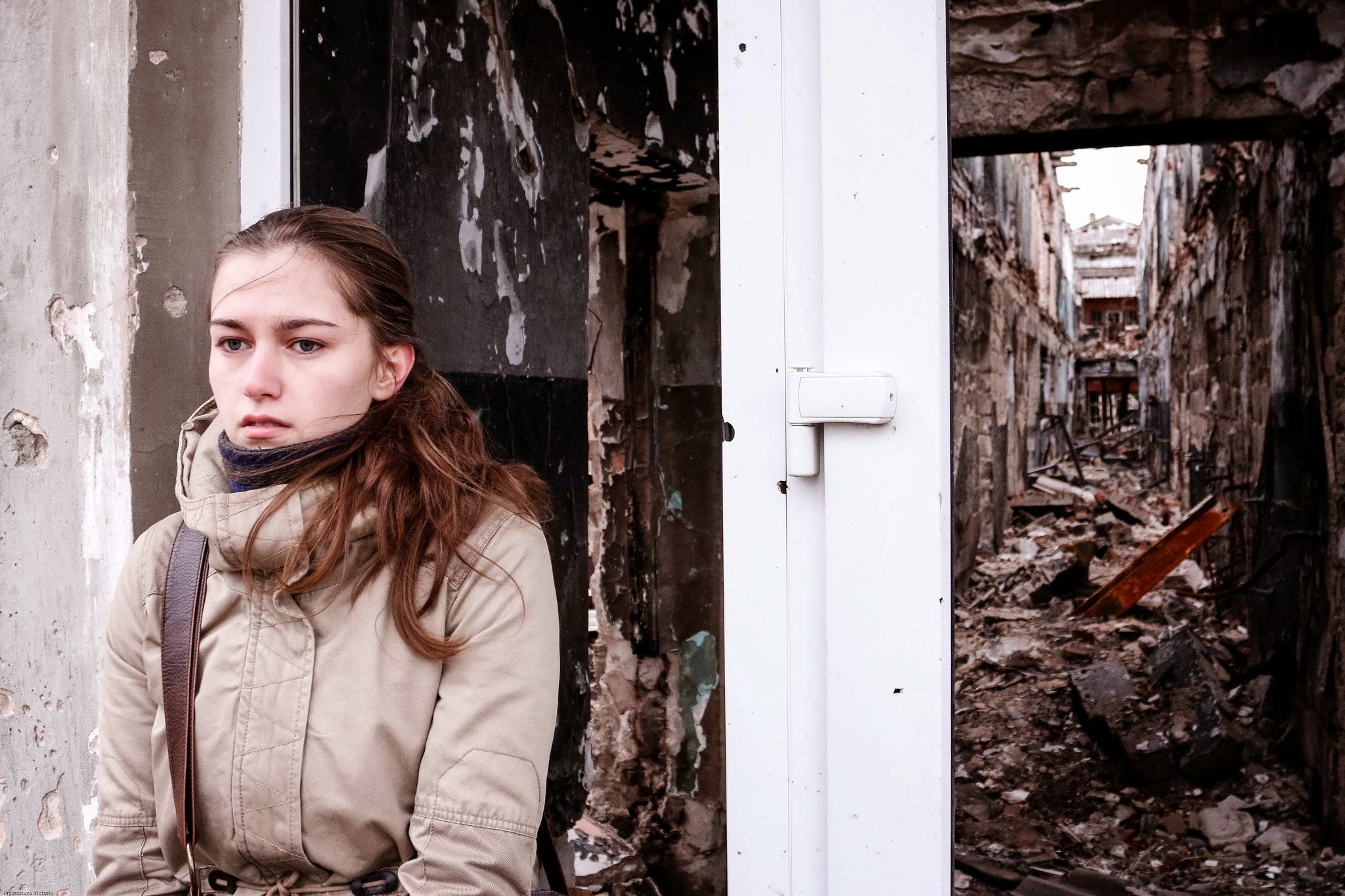
Bâtiment endommagé à Kourakhove, 26 novembre 2014.

Human Rights Watch déclare que les insurgés pro-russes « n'ont pas pris toutes les précautions possibles pour éviter de se déployer dans des zones civiles » et dans un cas « se sont en fait rapprochés des zones peuplées en réponse aux bombardements du gouvernement ». HRW appelle toutes les parties à cesser d'utiliser les roquettes Grad « notoirement imprécises ».
Selon un autre rapport de HRW, les insurgés « se sont déchaînés... prenant, battant et torturant des otages, ainsi que menaçant et battant sans motif des personnes pro-Kiev ». Les insurgés ont détruit du matériel médical, menacé le personnel et occupé des hôpitaux. Un membre de Human Rights Watch a été témoin de l'exhumation d'un « charnier » à Sloviansk, découvert après le retrait des insurgés de la ville.
Des insurgés armés de fusils automatiques à baïonnette dans la ville de Donetsk ont fait défiler dans les rues des soldats ukrainiens capturés le 24 août, jour de l'indépendance de l'Ukraine,. Pendant le défilé, des chansons nationalistes russes sont diffusées par des haut-parleurs et des membres de la foule se moquent des prisonniers avec des épithètes comme « fasciste ». Des machines de nettoyage des rues suivent les manifestants, « nettoyant » le sol sur lequel ils défilaient. Cela viole clairement l'article 3 commun aux Conventions de Genève. L'article interdit « les atteintes à la dignité de la personne, notamment les traitements humiliants et dégradants ». Ils ajoutent que le défilé « peut être considéré comme un crime de guerre ».

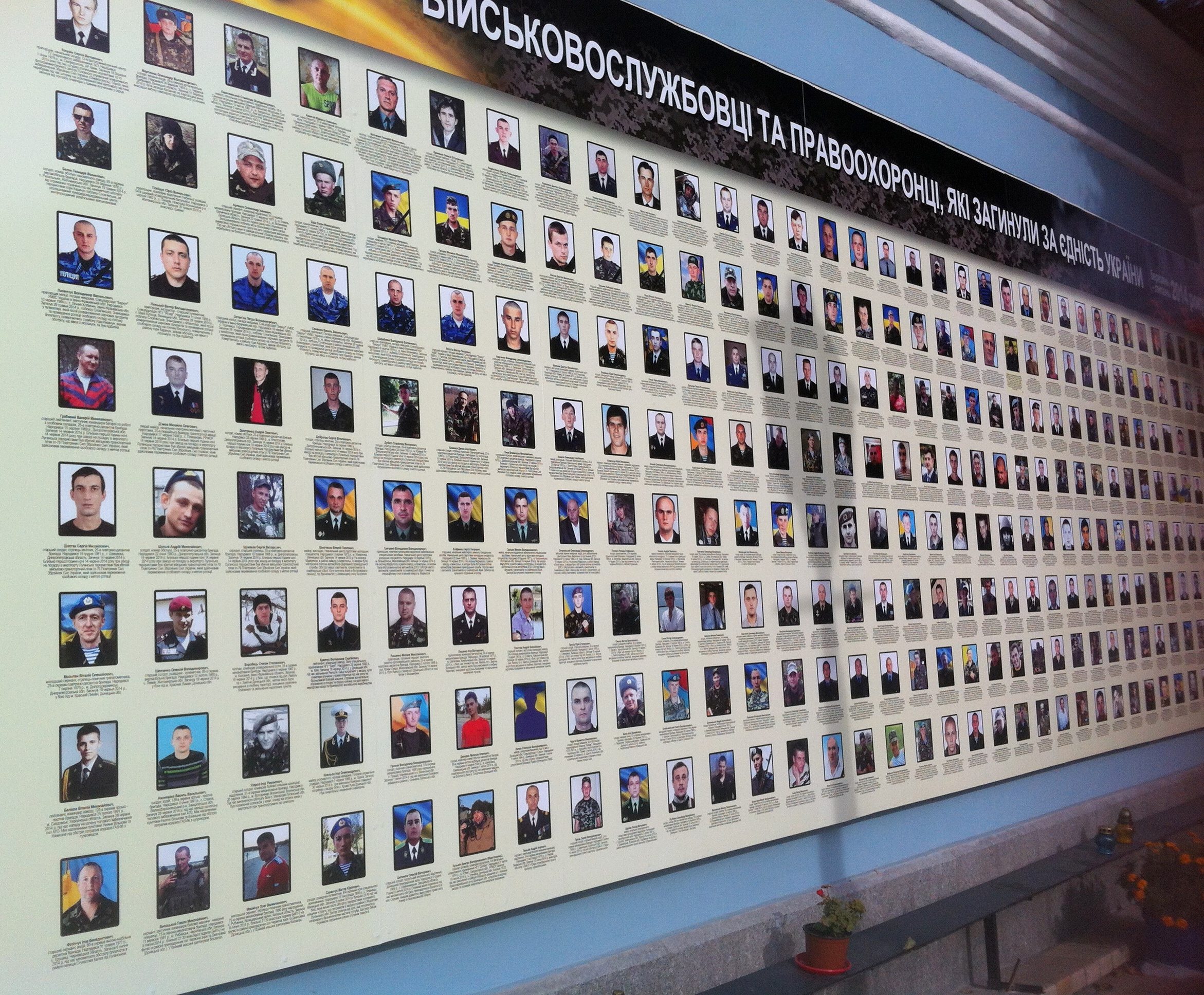
Affiche montrant les soldats et policiers ukrainiens morts « en défendant l'unité ukrainienne » à Kiev.

Une carte des violations des droits de l'homme commises par les séparatistes, appelée « Carte de la mort », est publiée par le Service de sécurité ukrainien (SBU) en octobre 2014,,. Les violations signalées comprennent des camps de détention et des fosses communes. Par la suite, le 15 octobre, le SBU a ouvert une enquête sur les « crimes contre l'humanité » perpétrés par les forces insurgées.
Un rapport publié à la mi-octobre par Amnesty International documente des cas d'exécutions sommaires par les forces pro-russes. Un rapport de Human Rights Watch dénonce l'utilisation d'armes à sous-munitions par les forces anti-gouvernementales.
En octobre 2014, Alekseï Mozgovoï (en) organise un « tribunal populaire » à Alchevsk prononçant une condamnation à mort contre un homme accusé de viol.
Lors d'une conférence de presse à Kiev le 15 décembre 2015, le sous-secrétaire général des Nations Unies aux droits de l'homme Ivan Šimonović, déclare que la majorité des violations des droits de l'homme commises pendant le conflit sont le fait des séparatistes.
Amnesty International indique avoir trouvé de « nouvelles preuves » d'assassinats sommaires de soldats ukrainiens le 9 avril 2015. Après avoir examiné des séquences vidéo, il est déterminé qu'au moins quatre soldats ukrainiens ont été abattus « à la manière d'une exécution ». Selon le directeur adjoint d'Amnesty International pour l'Europe et l'Asie centrale, Denis Krivotcheev, « les nouvelles preuves de ces meurtres sommaires confirment ce que nous soupçonnions depuis longtemps ». Un enregistrement d'un homme, publié par le Kyiv Post, prétendument le dirigeant séparatiste Arsen Pavlov, qui affirme avoir tué quinze prisonniers de guerre ukrainiens, est une « confession effrayante », et qu'il souligne « le besoin urgent d'une enquête indépendante sur ceci et toutes les autres allégations d'abus »,. Les actions de la Russie en Ukraine sont qualifiées de crimes contre la paix et de crimes contre l'humanité (notamment l'abattage du vol 17 de la Malaysia Airlines).
En 2019, le gouvernement ukrainien considère que 7 % du territoire ukrainien est sous occupation. La résolution A/73/L.47 de l'Assemblée générale des Nations unies, adoptée le 17 décembre 2018, est majoritairement approuvée et désigne la Crimée comme étant sous « occupation temporaire ».
Selon les chiffres des Nations unies, la guerre a coûté la vie à plus de 3 000 civils en 2018.

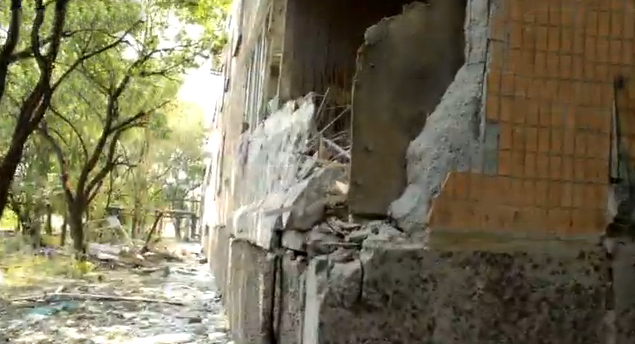
Un immeuble endommagé à Donetsk, 14 juillet 2014
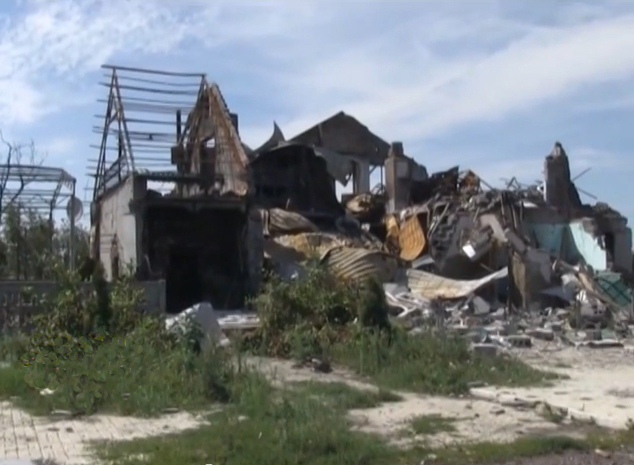
Une maison détruite dans le Donbass, juillet 2014
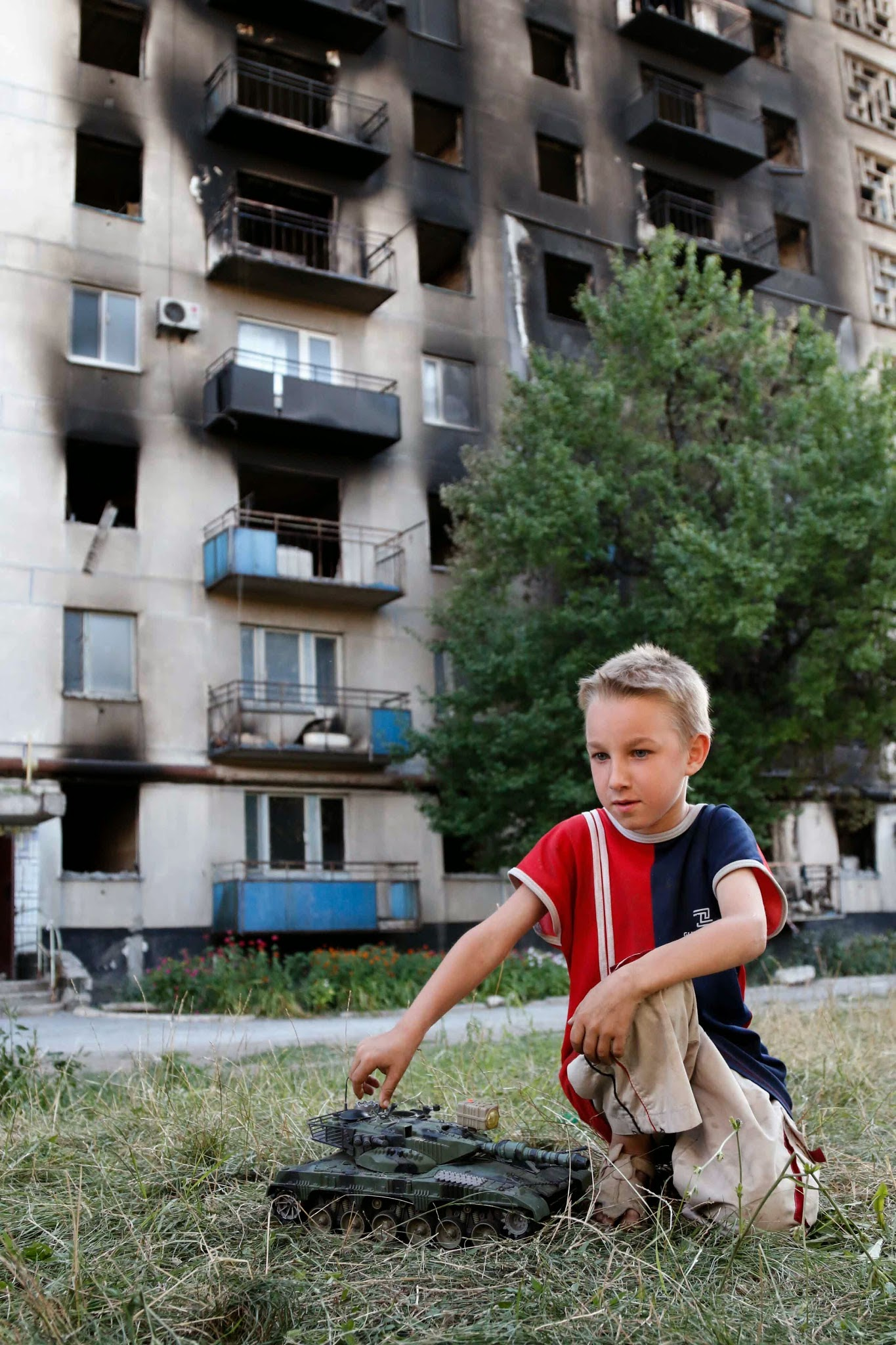
Une tour d'habitation endommagée à Lyssytchansk, 28 juillet 2014
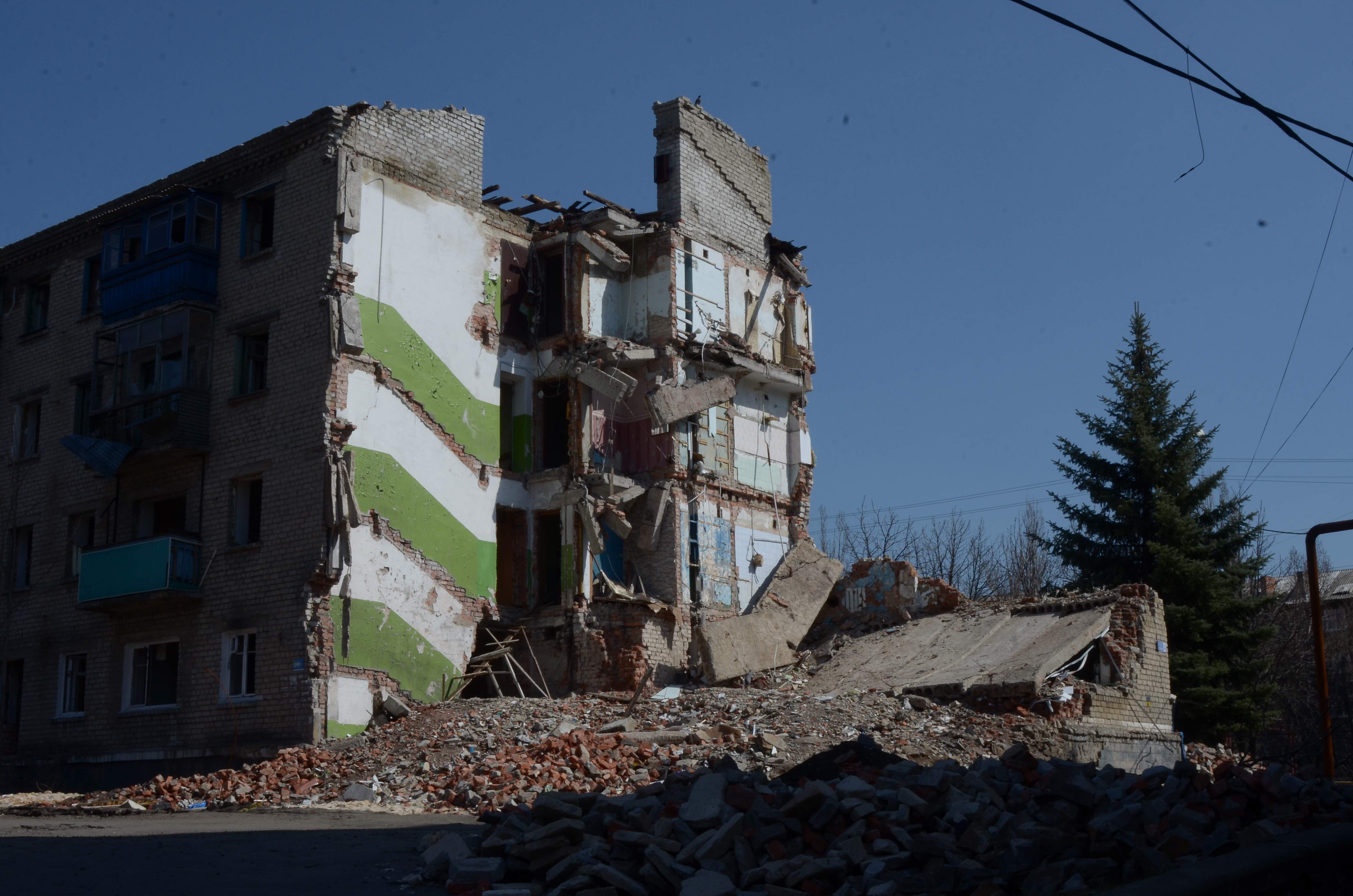
Bâtiment endommagé à Snijne, 6 août 2014
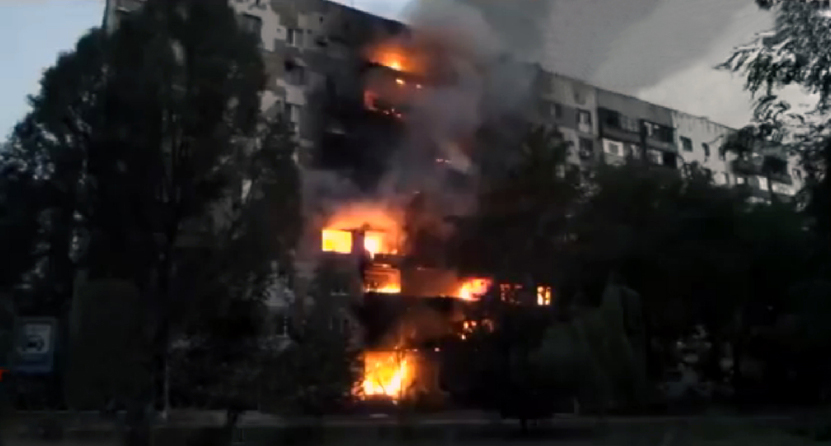
Un immeuble en flammes à Chakhtarsk, le 3 août 2014
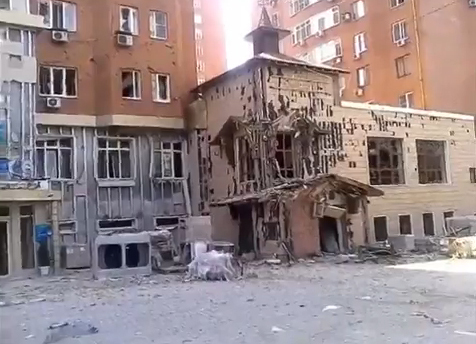
Un bâtiment endommagé à Donetsk, le 7 août 2014
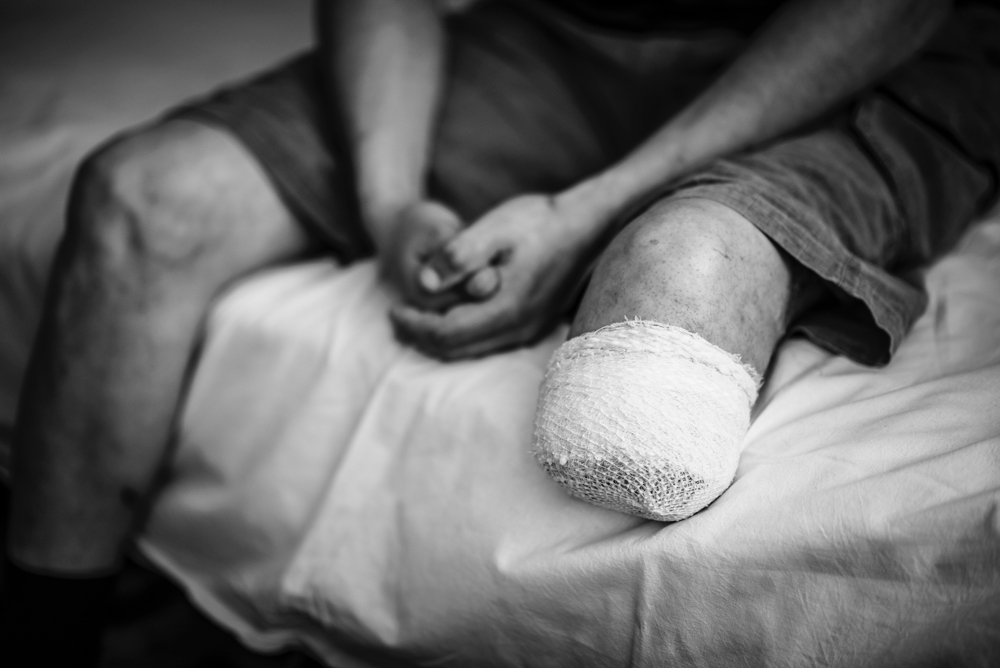
Victime de la guerre en Ukraine – Hôpital de Kiev – Exposition de Still Miracle Photography 02

### Depuis 2022

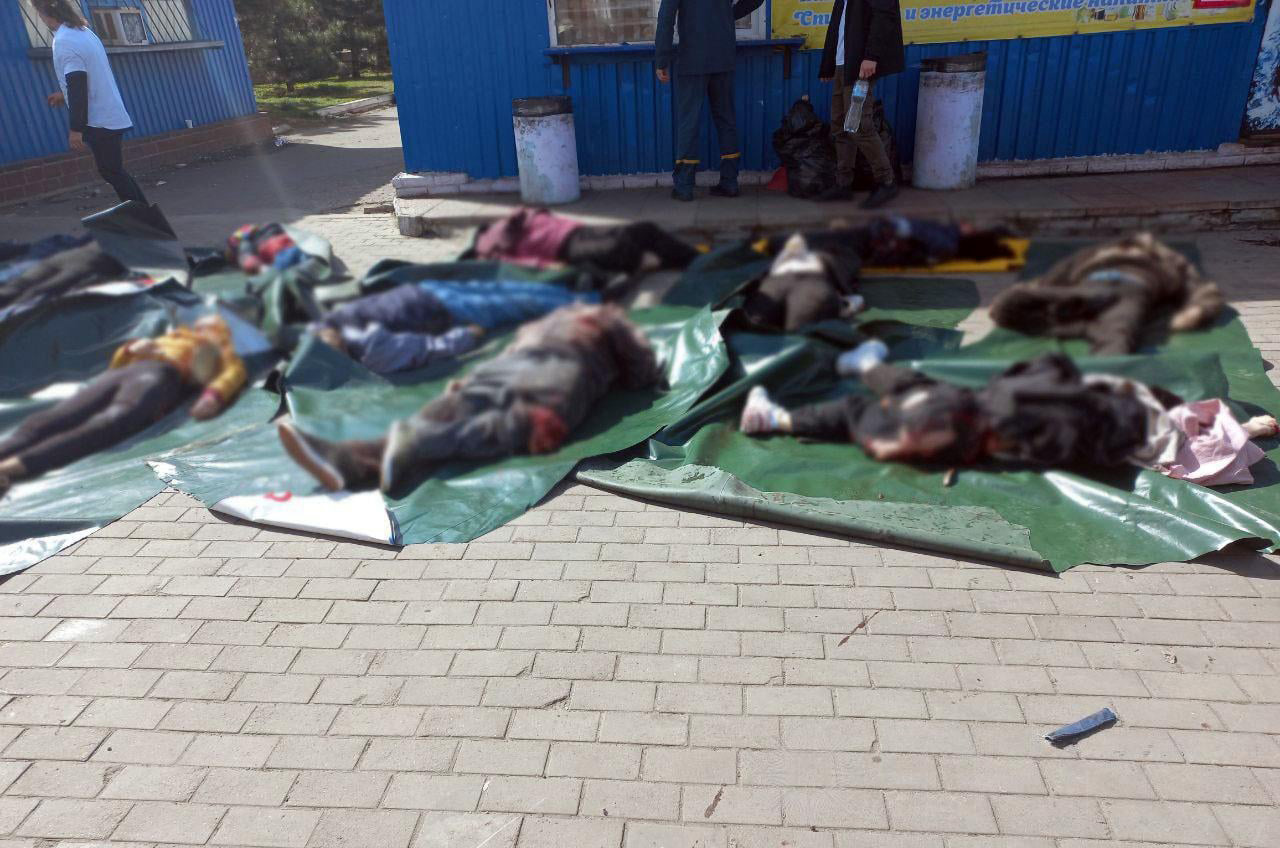
Civils morts après l'attaque de la gare de Kramatorsk.

Le 24 février 2022, les forces russes envahissent et attaquent l'Ukraine par le nord, le sud et l'est, ce qui est interprété comme une forme d'irrédentisme russe. HRW et Amnesty International accusent la Russie d'utiliser des armes à sous-munitions imprécises dans des zones civiles, notamment à proximité d'hôpitaux et d'écoles, ce qui constitue des attaques illégales avec des armes qui tuent et mutilent aveuglément,. Le Haut Commissaire des Nations unies aux droits de l'homme condamne l'action militaire de la Russie comme une violation du droit international. Amnesty International qualifie l'opération d'acte d'agression qui constitue un crime au regard du droit international. De nombreux crimes de guerre sont enregistrés, notamment des meurtres, des actes de torture, des enlèvements, des expulsions, des pillages, des viols contre des femmes ukrainiennes, des actes de terrorisme, des attaques contre des civils, des frappes aériennes illégales ou des attaques contre des biens civils, des destructions gratuites, des séquestrations, des menaces de violence et des traitements inhumains à l'encontre de prisonniers de guerre.
Parmi les cibles des frappes aériennes russes figure la capitale de l'Ukraine, Kiev, une ville de quelque 3 millions d'habitants. Des jardins d'enfants et des orphelinats sont également bombardés. Les forces russes sont accusées d'une campagne de terreur contre les Ukrainiens. Le 3 mars 2022, les forces russes auraient pillé des biens dans Kherson. Pendant le siège de Marioupol, la ville est détruite par des bombardements, coupant les accès aux biens et services essentiels. Une fillette de 6 ans serait morte de déshydratation sous les ruines de sa maison à Marioupol le 8 mars. Lors de l'assaut sur Irpin, les forces russes ont tiré sans discernement sur des réfugiés essayant de fuir à travers un pont effondré. Une famille de quatre personnes est tuée par un tir de mortier,.
Lors de la bataille de Kharkiv, la ville est détruite par les bombardements russes, dont un pensionnat pour aveugles. Sur une population de 1,8 million d'habitants, seulement 500 000 personnes peuplent encore Kharkiv au 7 mars. Le 28 février 2022, une attaque russe à la bombe à fragmentation tue 9 civils et en blesse 37 autres à Kharkiv,. Le 3 mars, 47 civils sont tués à Tchernihiv, dont la plupart faisaient la queue devant un magasin d'alimentation, attendant du pain, lorsqu'une frappe aérienne russe avec huit bombes aériennes non guidées les a touchés. Lors de la frappe aérienne de l'hôpital de Marioupol, trois personnes sont tuées, dont une jeune fille; alors que des centaines de personnes sont mortes dans la frappe aérienne du théâtre de Marioupol, utilisé comme abri anti-aérien. À la suite du retrait des forces russes de l'autoroute E-40 autour de la région de Kiev, BBC News découvre 13 cadavres gisant sur la route, dont seulement deux portent des uniformes militaires ukrainiens. Les preuves indiquent que des soldats russes ont tué ces civils en fuite.
Après que les forces russes ont quitté la région de Boutcha après un mois d'occupation, du 1er au 3 avril, des photos et des vidéos apparaissent montrant des centaines de personnes tuées gisant dans les rues ou dans des fosses communes. L'événement déclenche une réaction internationale, qui sera largement couvert par les journalistes sous le nom de massacre de Boutcha.
Des milliers de civils sont tués par les bombardements et les tirs de missiles aveugles de la Russie contre des zones civiles : à Borordianka, Kramatorsk, Vinnytsia, Tchassiv Iar, Serhiivka, et d'autres. Selon un responsable ukrainien, la Russie utilise des crématoriums mobiles pour se débarrasser des corps à Marioupol dans le but de dissimuler les preuves de crimes de guerre et de cacher le nombre de personnes décédées. Le 7 mai 2022, l'attentat à la bombe contre l'école de Bilohorivka tue des dizaines de personnes réfugiées dans le sous-sol. Odessa est bombardée sans interruption pendant des mois. Le 15 juin 2022, le HCDH se dit préoccupé par les informations selon lesquelles des enfants ukrainiens auraient été transférés illégalement vers la Russie en vue d'une adoption précipitée, déclarant que ceux-ci « ne semblent pas inclure de mesures pour le regroupement familial ou respecter l'intérêt supérieur de l'enfant ». Selon l'UNICEF, « les adoptions ne devront jamais avoir lieu ou seulement dans le cas de situations d'urgence ».
Des camps de filtration russes sont mis en place pour détenir, interroger et torturer les Ukrainiens soupçonnés d'avoir des liens avec le gouvernement ukrainien. Le 14 juillet 2022, l'OSCE publie un rapport concluant que la Russie est coupable de meurtre, de viol, d'enlèvement et de déportation de civils ukrainiens, y compris le transfert de 2 000 enfants d'orphelinats et d'institutions vers la Russie, même si beaucoup ont des parents en Ukraine, ce qui est considéré comme une attaque généralisée et systématique contre une population civile, et constitue un crime contre l'humanité.

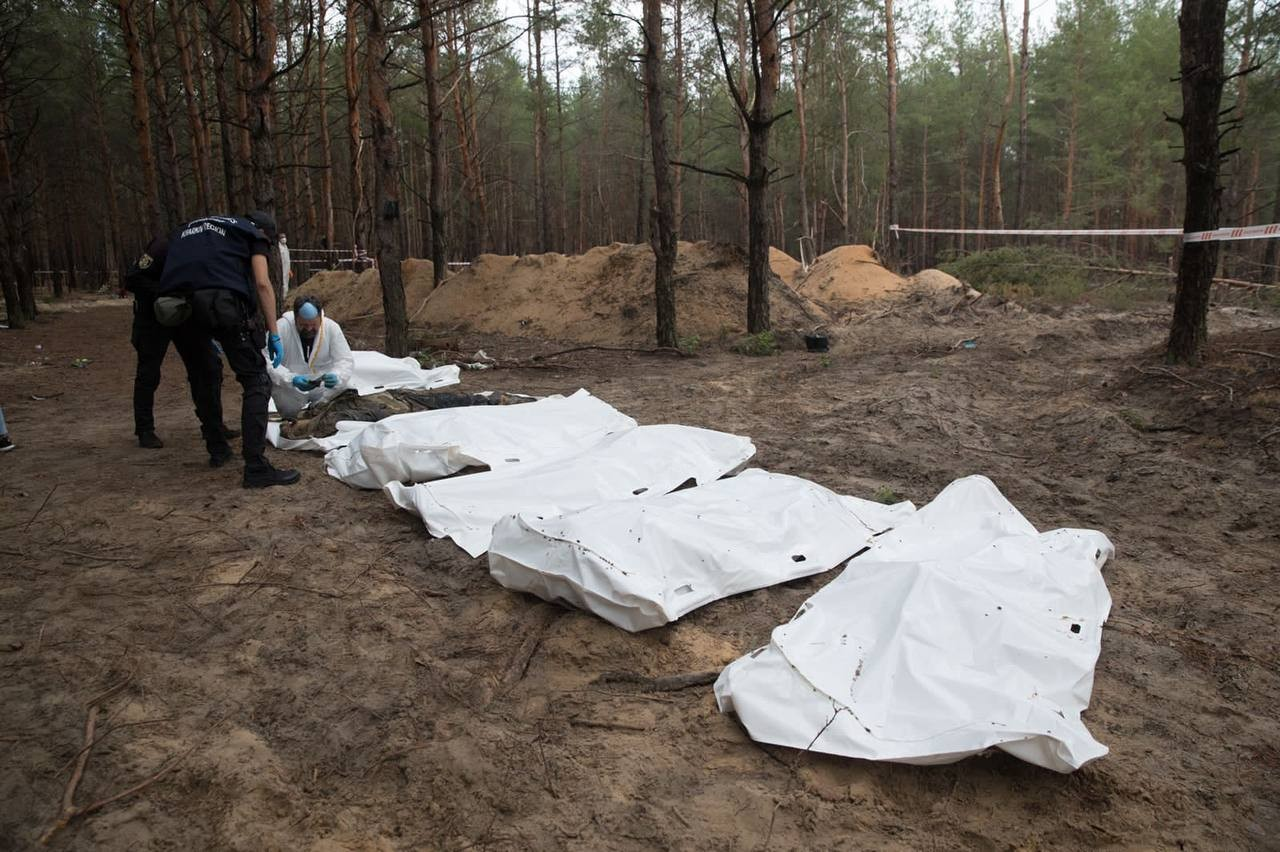
Exhumations des fosses communes d'Izioum, septembre 2022.

Plusieurs universitaires déclarent que la Russie commet un génocide en Ukraine. Cette affirmation corrobore par un rapport du New Lines Institute for Strategy and Policy et du Raoul Wallenberg Center for Human Rights qui conclut que la Russie a violé deux articles de la Convention sur le génocide de 1948.
Le 14 septembre, les autorités ukrainiennes découvre une fosse commune contenant 440 cadavres à Izioum après le retrait des forces russes de la région. Les événements sont décrits comme le massacre d'Izioum. Depuis octobre-novembre 2022, les forces russes utilisent des missiles et des drones pour attaquer systématiquement les réseaux électriques ukrainiens, laissant des millions de civils sans chauffage, électricité, eau ou autres services publics de base pendant l'hiver. Ces attaques contre des infrastructures civiles critiques sont considérées comme illégales et comme des crimes de guerre,. Cela interrompit l'approvisionnement en électricité et en eau de 10 700 000 foyers ukrainiens à un moment donné en hiver. Le 14 janvier 2023, une frappe de missile russe est tirée directement sur un immeuble résidentiel de neuf étages à Dnipro, tuant plus de 40 civils et faisant plus de 1 000 personnes sans abri. Le 14 avril 2023, des missiles russes S-300 frappent des immeubles résidentiels à Sloviansk le vendredi saint de Pâques, tuant une dizaine de civils. Le 3 mai 2023, la Russie bombarde une gare et une épicerie à Kherson pendant l'heure la plus chargée de la journée, tuant plus de 20 civils.
L'armée russe a également perpétré la destruction aveugle de villes ukrainiennes et la destruction culturelle, notamment en confisquant et en brûlant des livres ukrainiens, des archives historiques et en endommageant plus de 240 sites du patrimoine ukrainien, décrit comme un « urbicide ». 90 % de Marioupol est détruit par le siège russe de 2022. Marïnka et Popasna sont également complètement détruites et sont décrites comme des « friches post-apocalyptiques » et des « villes fantômes »,. La destruction du barrage de Kakhovka le 6 juin 2023 provoque des inondations et des ravages environnementaux, certains accusant la Russie d'écocide,.
Au 30 mars, selon l'ONU, 4 millions de réfugiés ont fui l'Ukraine, 50 hôpitaux du pays ont été visés et au moins 24 cas d'utilisation d'arme à sous-munitions ont été recensés. L'attaque russe de l'Ukraine a forcé 14 millions de personnes à fuir leurs maisons, dont 7,8 millions ont fui le pays, déclenchant la plus grande crise de réfugiés du 21e siècle. Le 22 avril, l'ONU dénombre au moins 2 343 civils tués, dont 92,3 % sont imputables aux forces armées russes. Au 21 février 2023, un an après l'invasion, l'ONU a recensé 8 006 civils tués, dont 487 enfants. En juin 2023, le nombre de civils tués monte à 9 000. Le HCDH estime que le nombre réel de victimes est probablement beaucoup plus élevé.

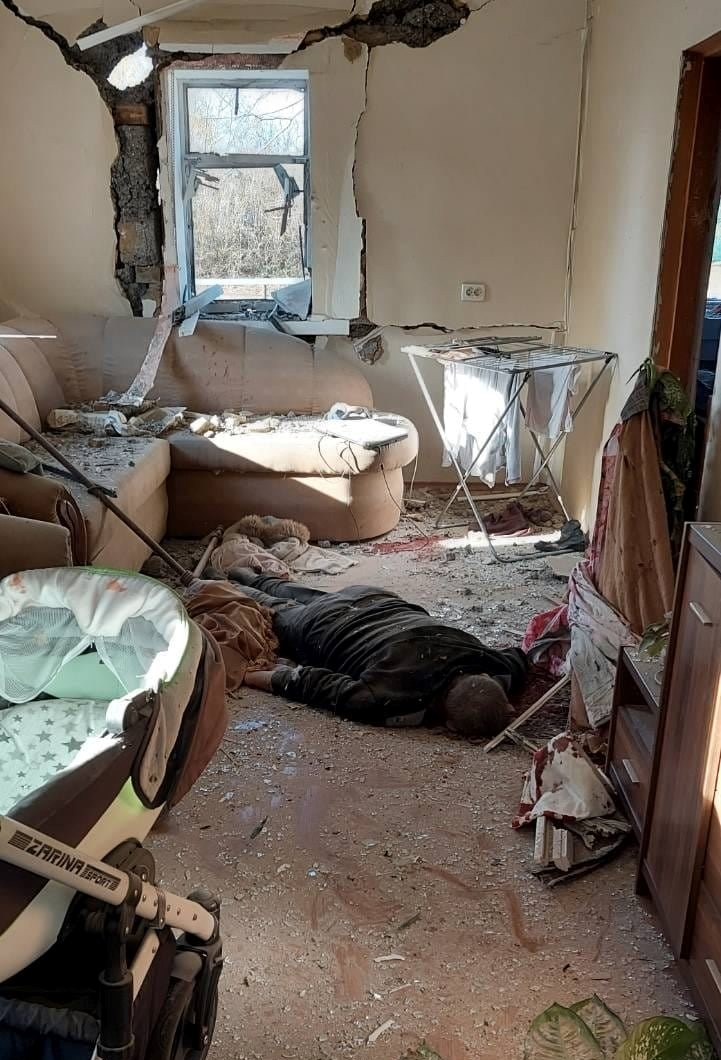
Civil ukrainien tué lors du bombardement russe de Tchernihiv, 28 février 2022.
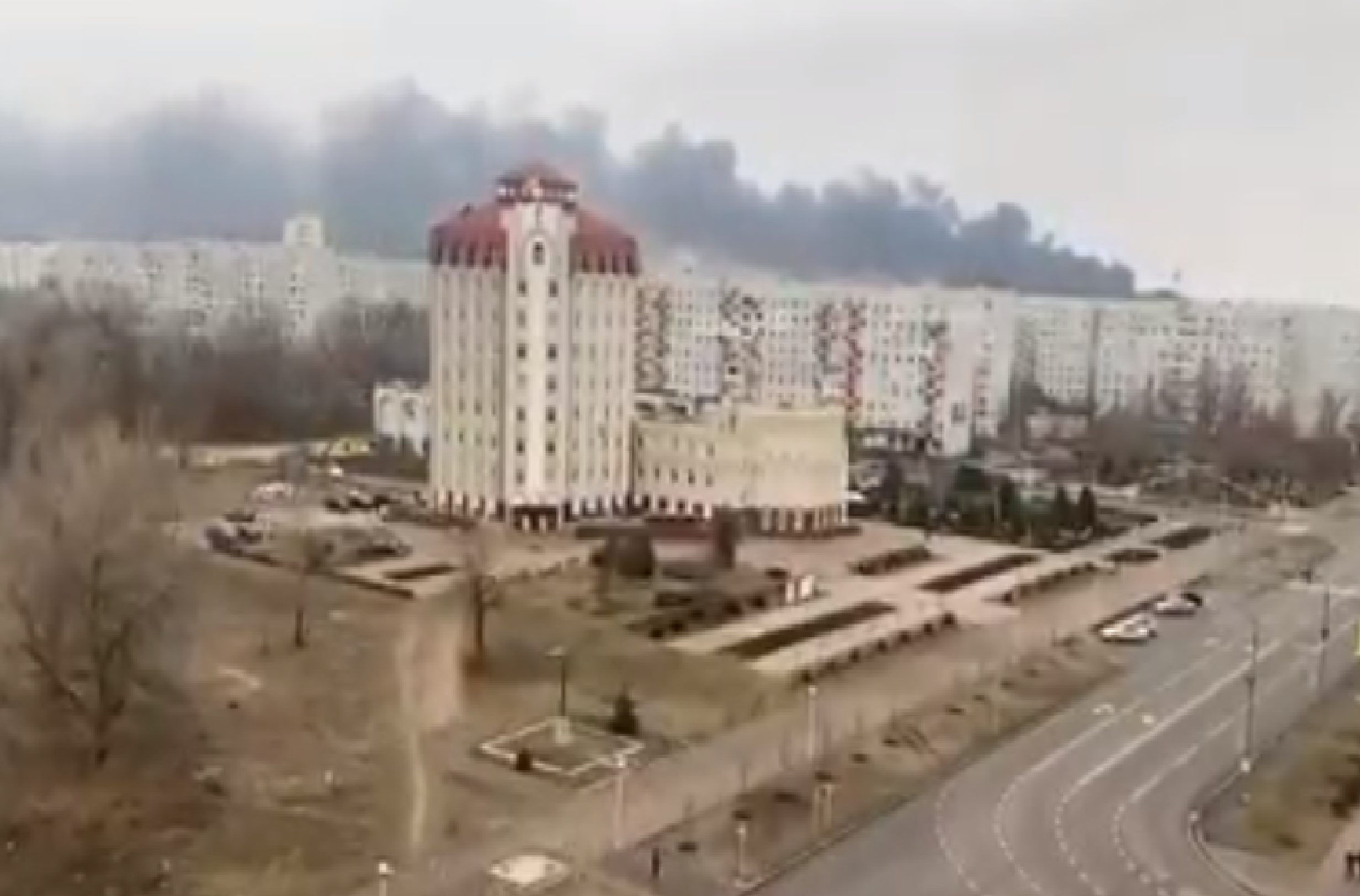
Bombardement russe à Zaporijjia, 3 mars 2022.
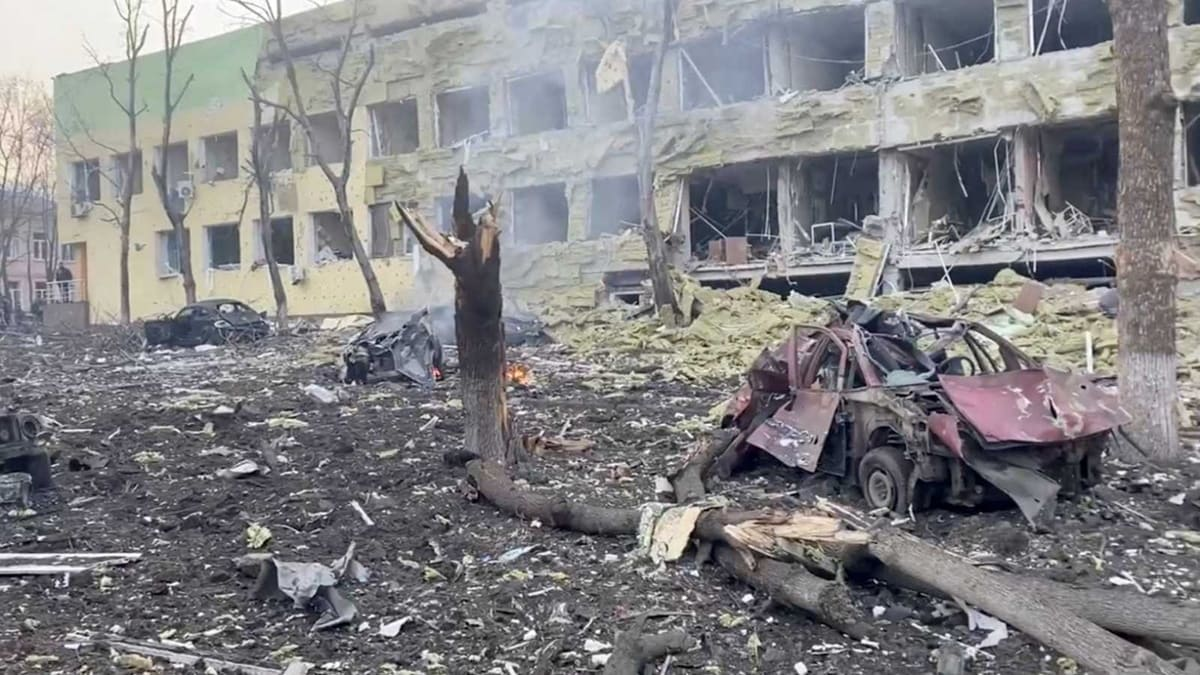
Bombardement de l'hôpital pour enfants et maternité de Marioupol, 9 mars 2022.
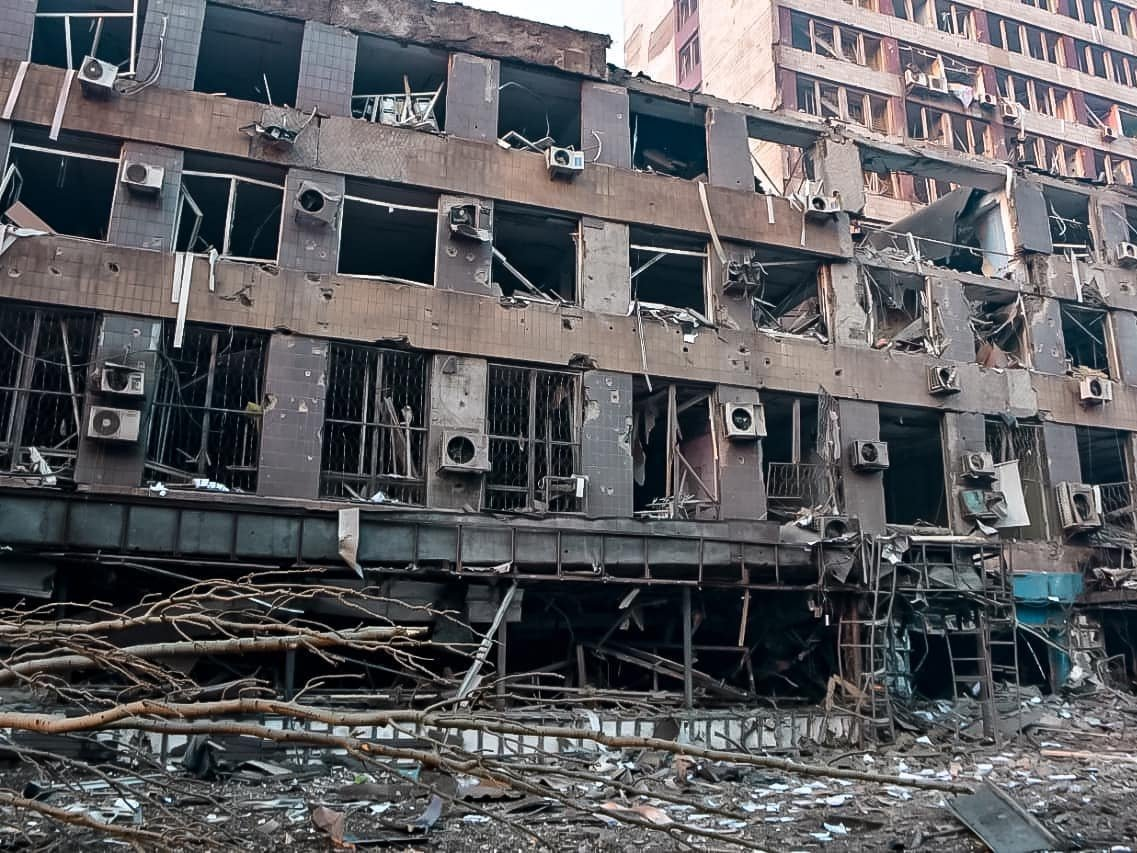
Bâtiments endommagés à Marioupol, 12 mars 2022.
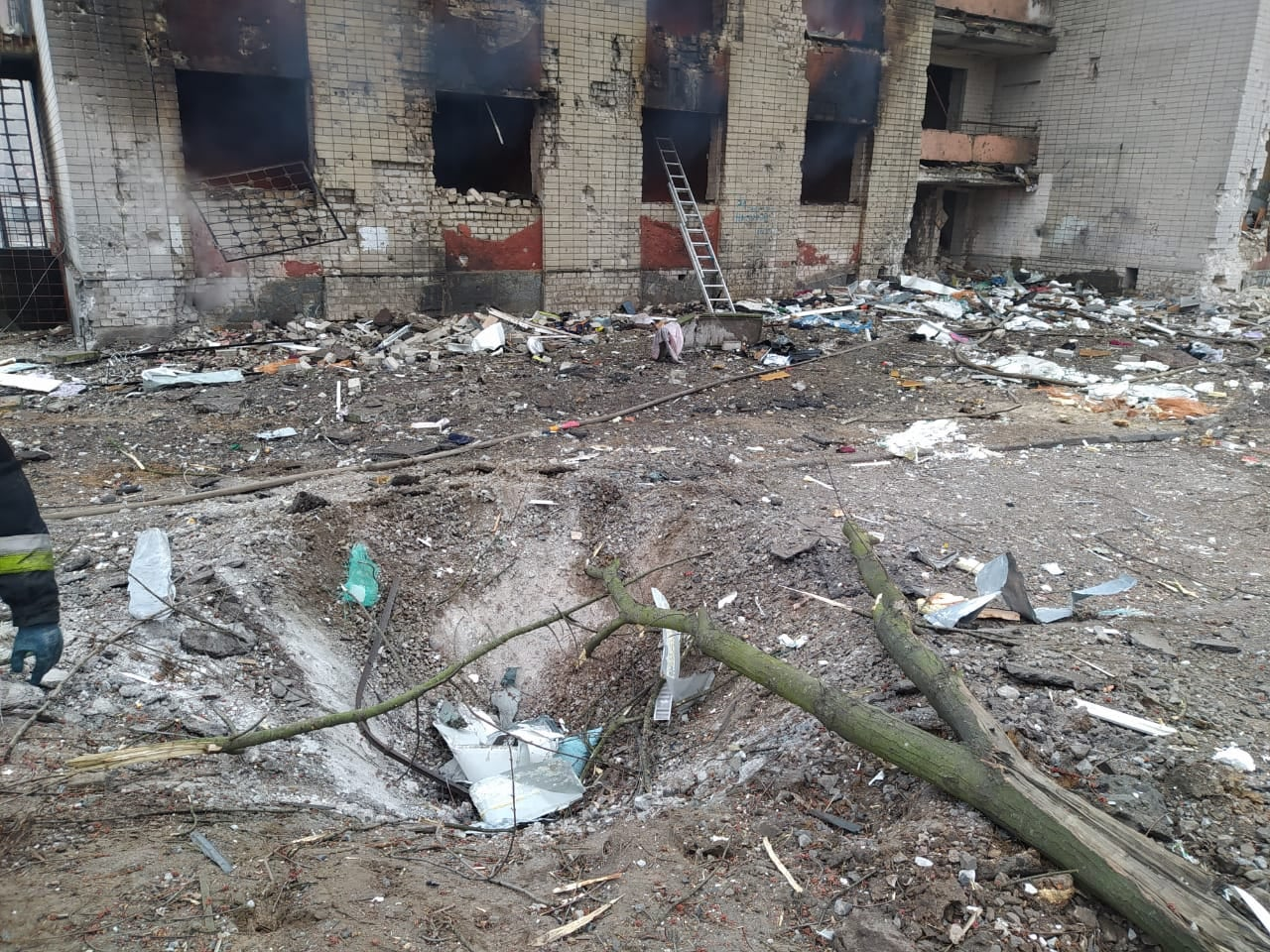
Bâtiment à Tchernivtsi après une frappe aérienne russe, 13 mars 2022.
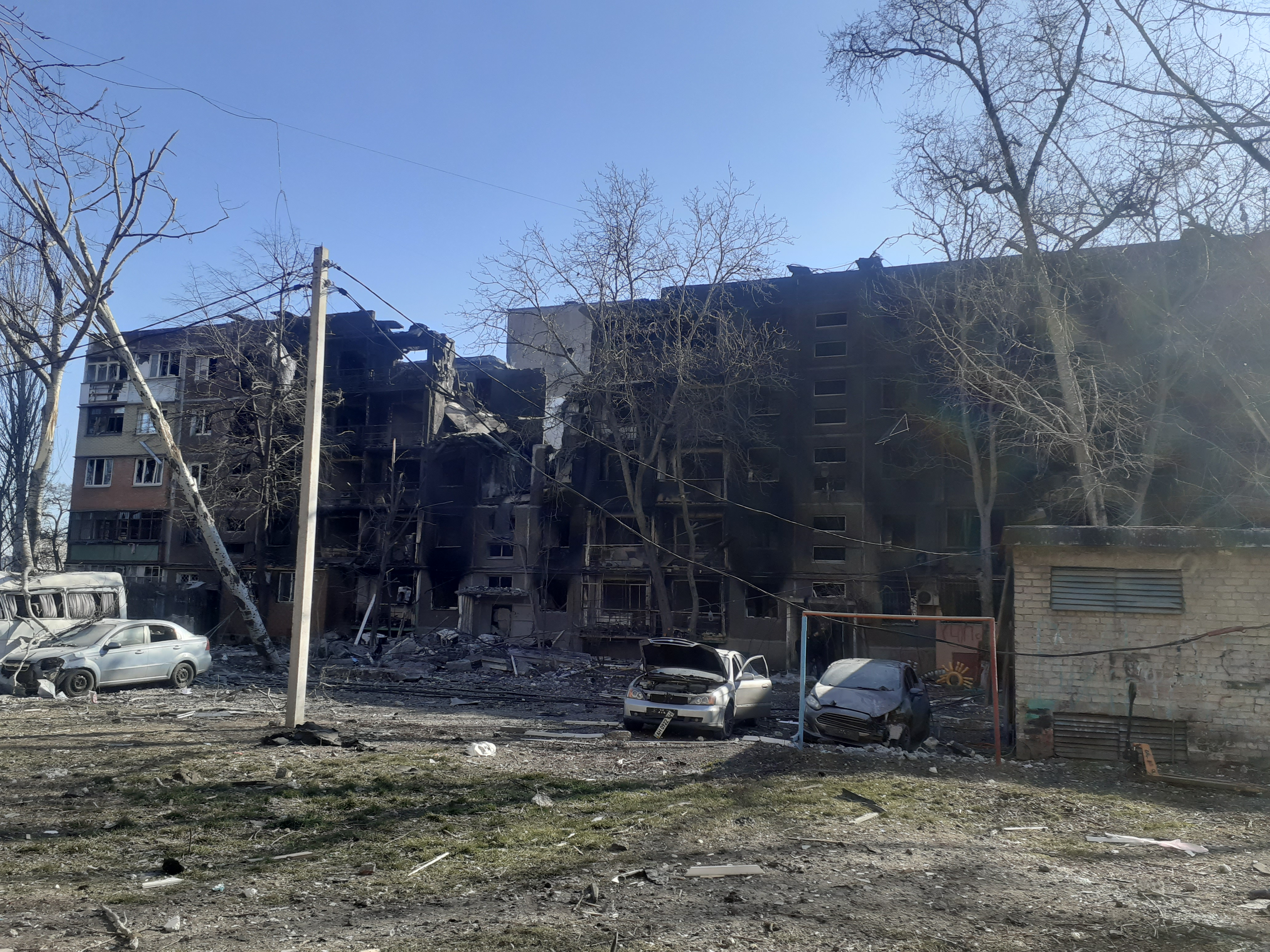
Bâtiments endommagés à Marioupol, 12 mars 2022.
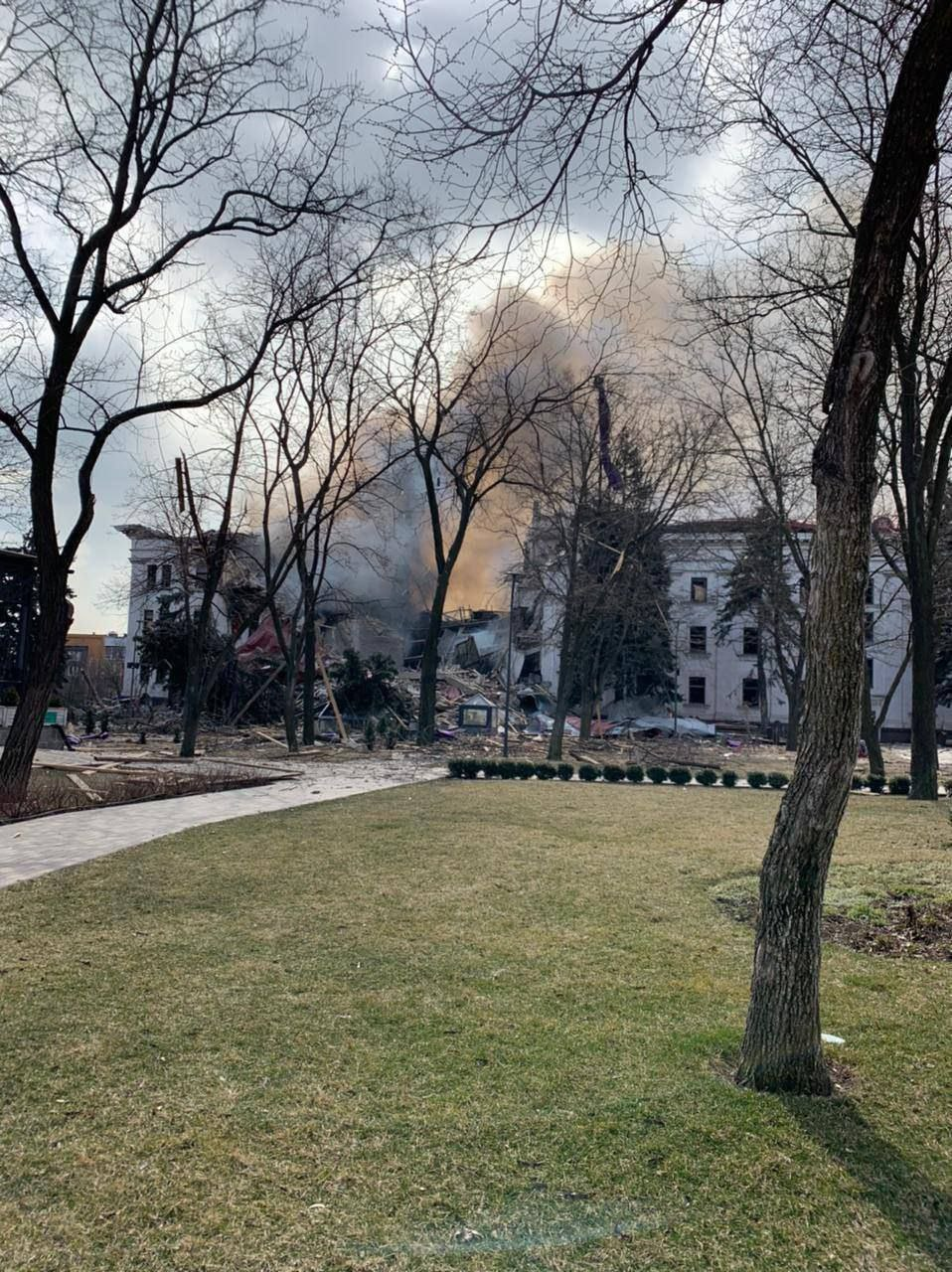
Théâtre de Marioupol détruit par une frappe aérienne russe, 16 mars 2022.
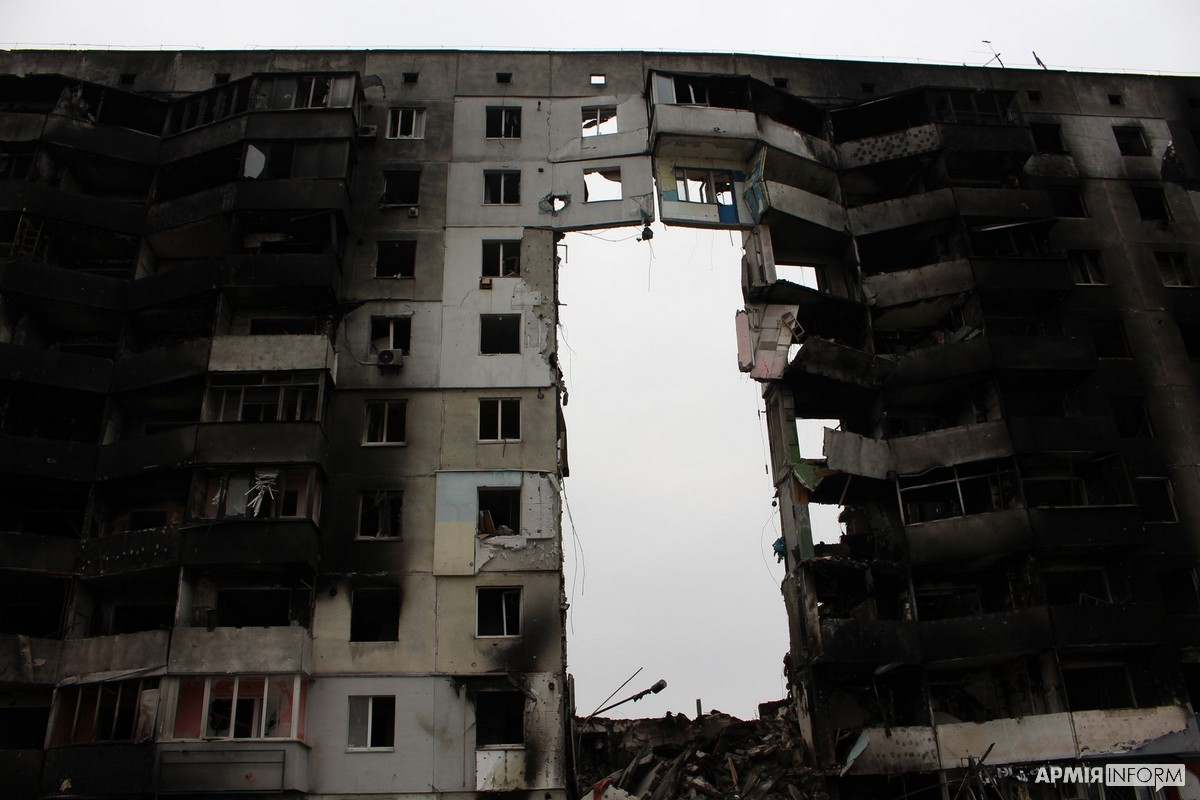
Immeuble de Borodianka après le massacre, 7 avril 2022.
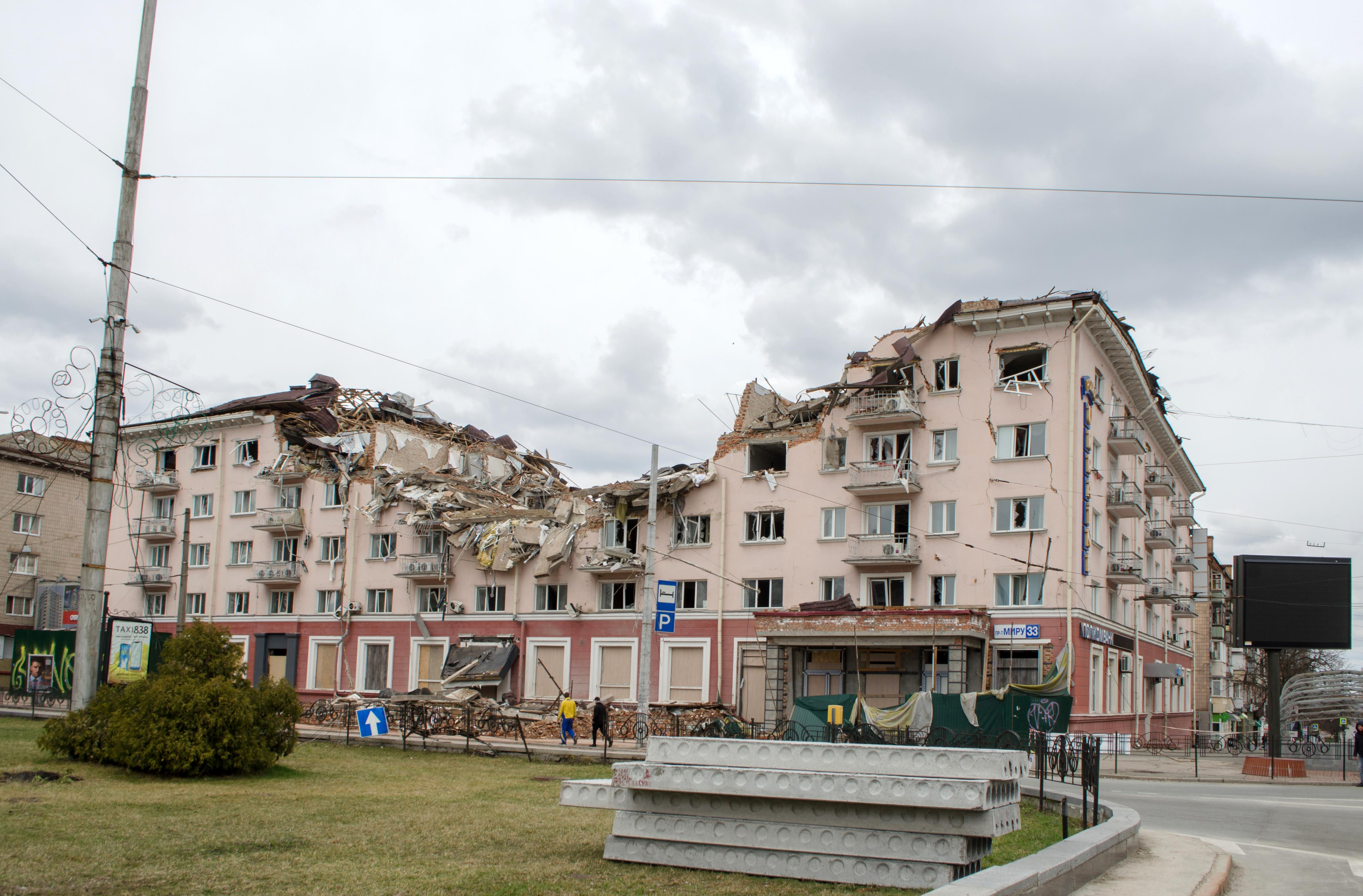
Hôtel à Tchernihiv après un bombardement des forces russes, 10 avril 2022.
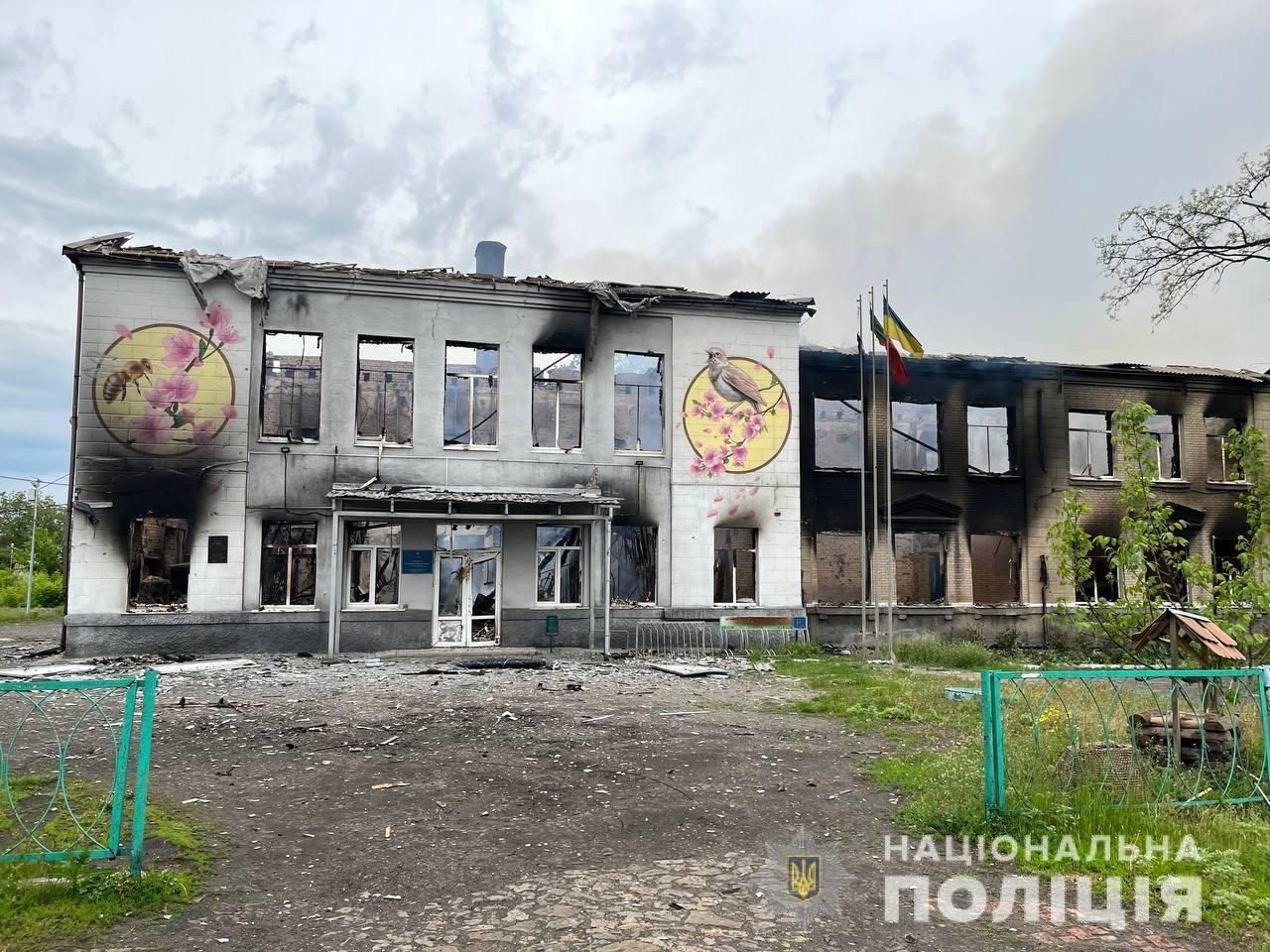
École d'Avdiïvka après un bombardement au phosphore blanc, 18 mai 2022.
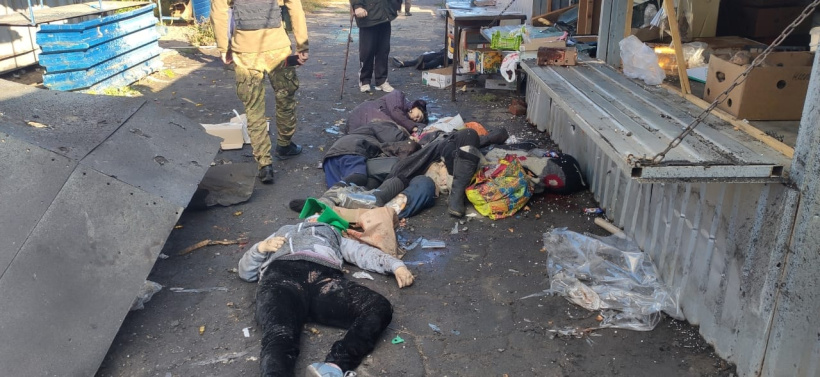
Victimes du bombardement russe du marché d'Avdiïvka, 12 octobre 2022.
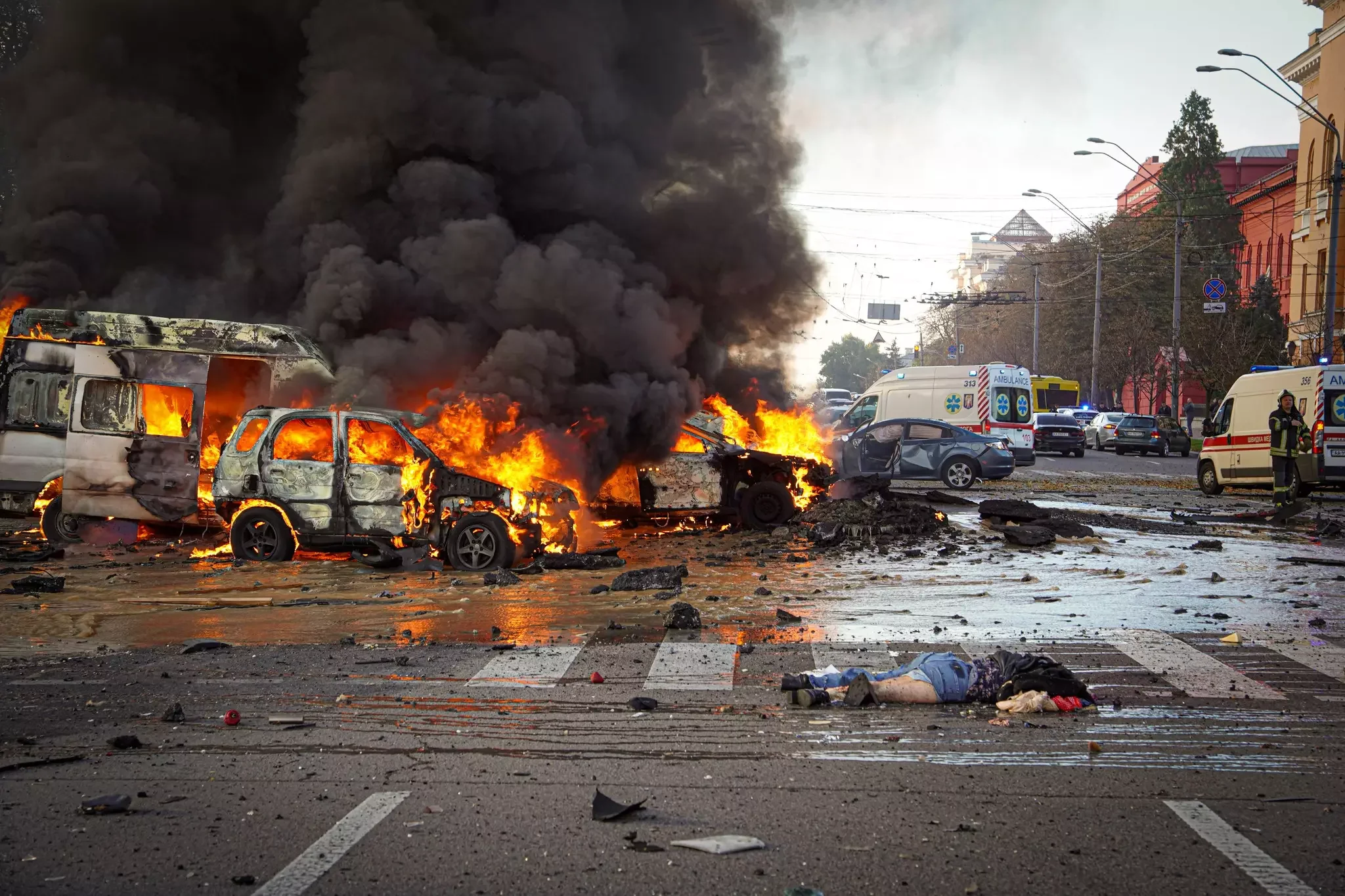
Kiev après les frappes de missiles, 10 octobre 2022.
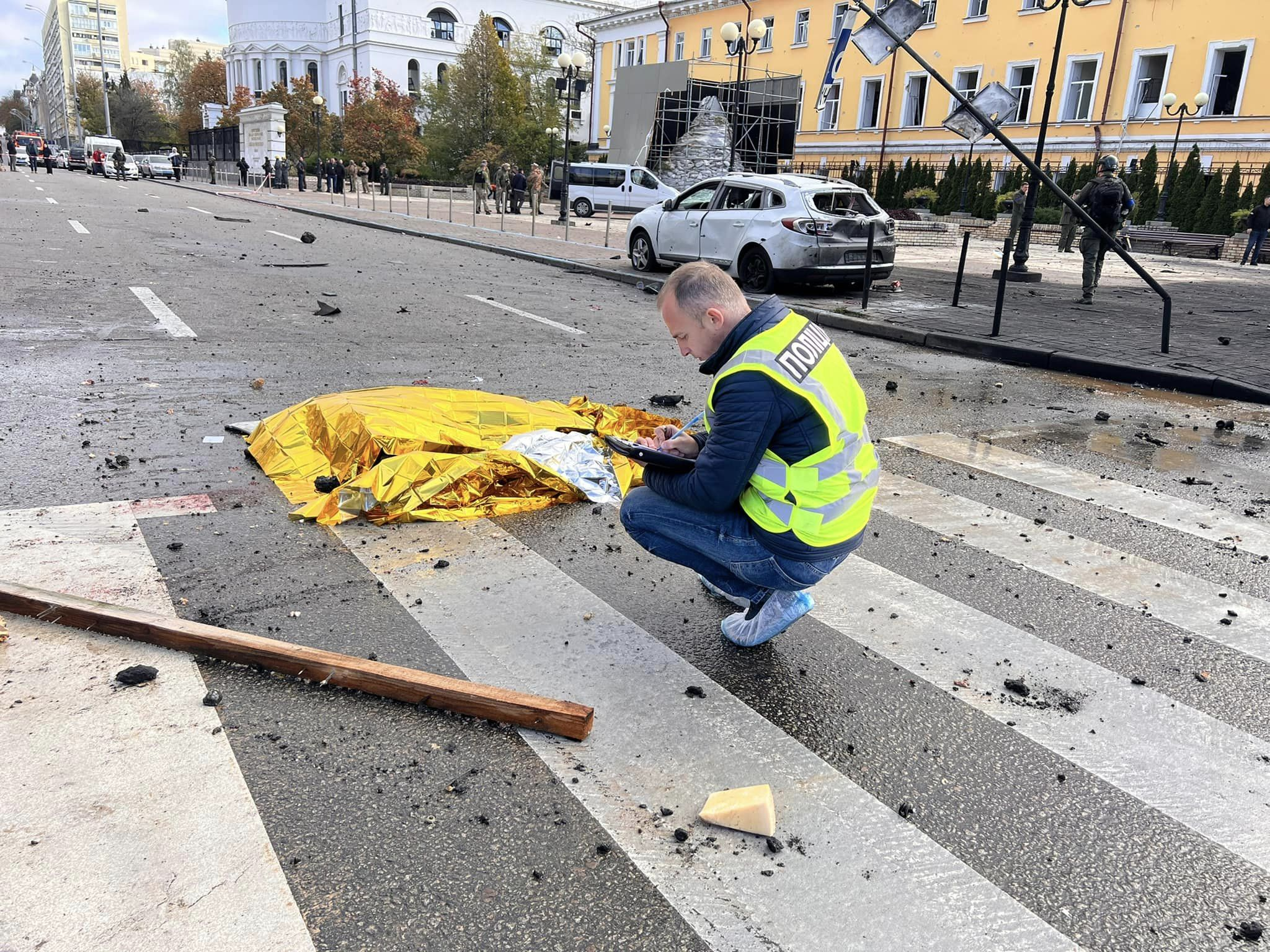
Victime en cours d'identification après une attaque de missiles sur le centre-ville de Kiev, 10 octobre 2022.
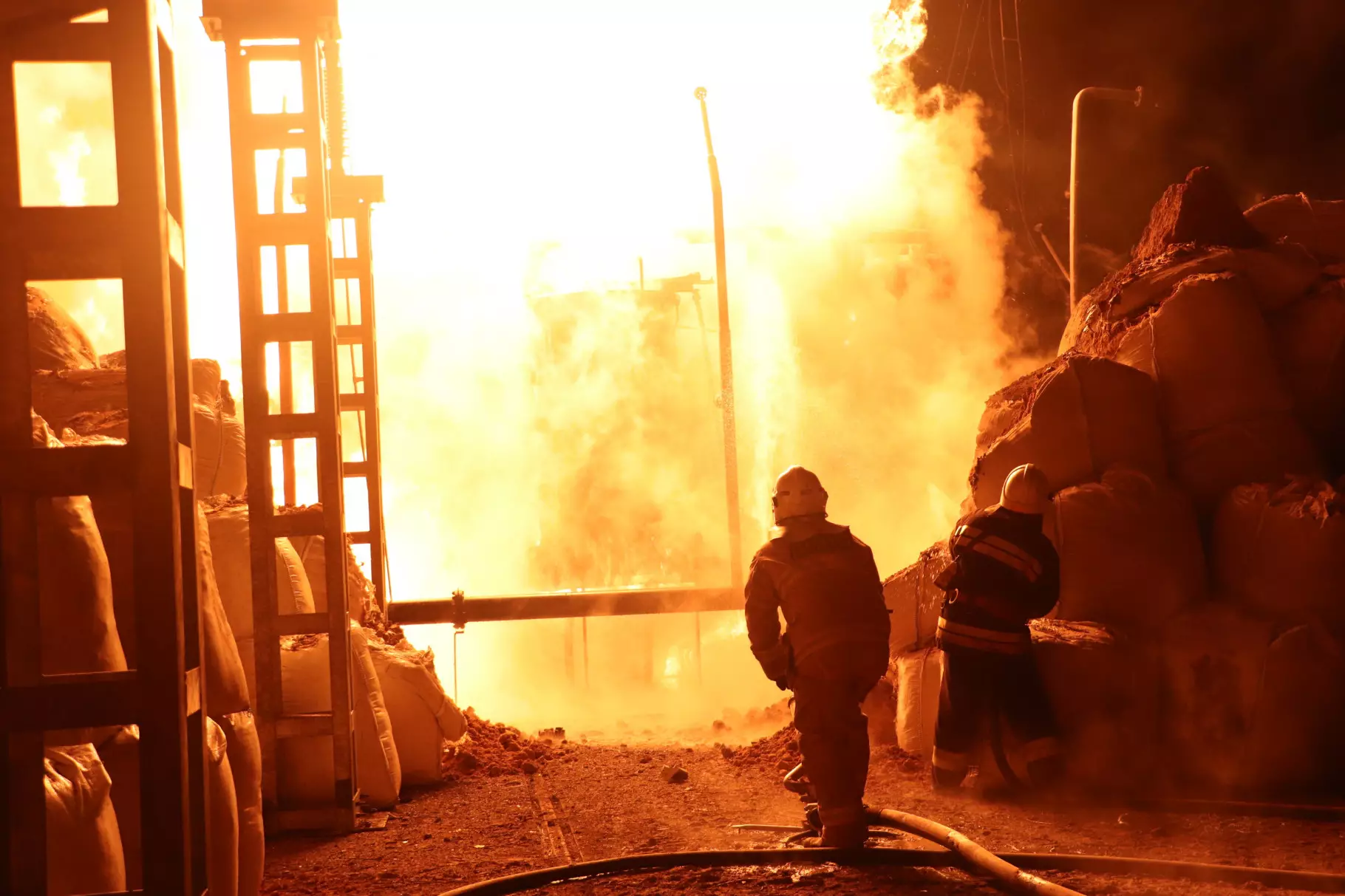
Incendie après un raid aérien dans l'oblast de Kiev, 15 novembre 2022.
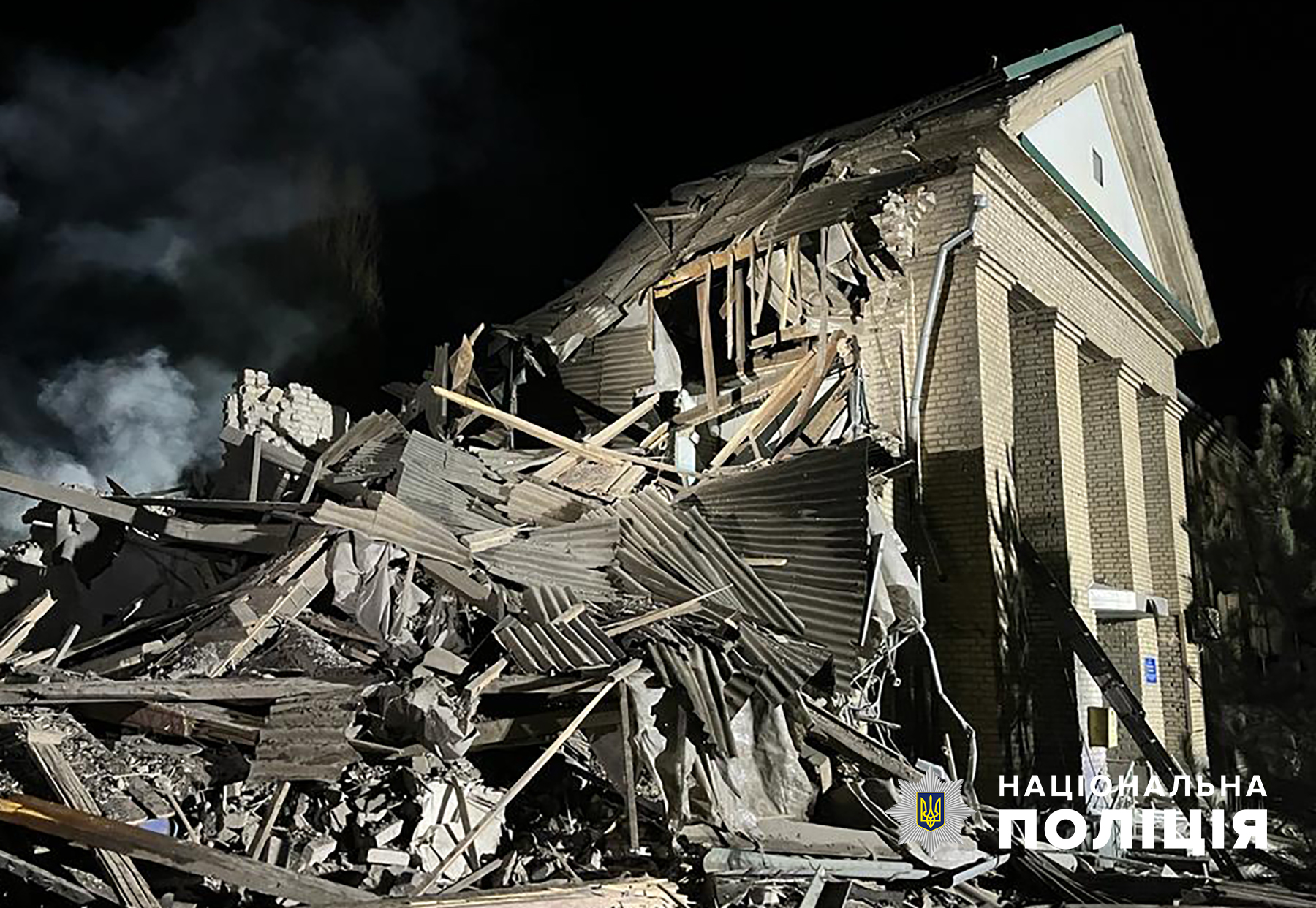
Hôpital de Vilniansk après une frappe de missile, 23 novembre 2022.
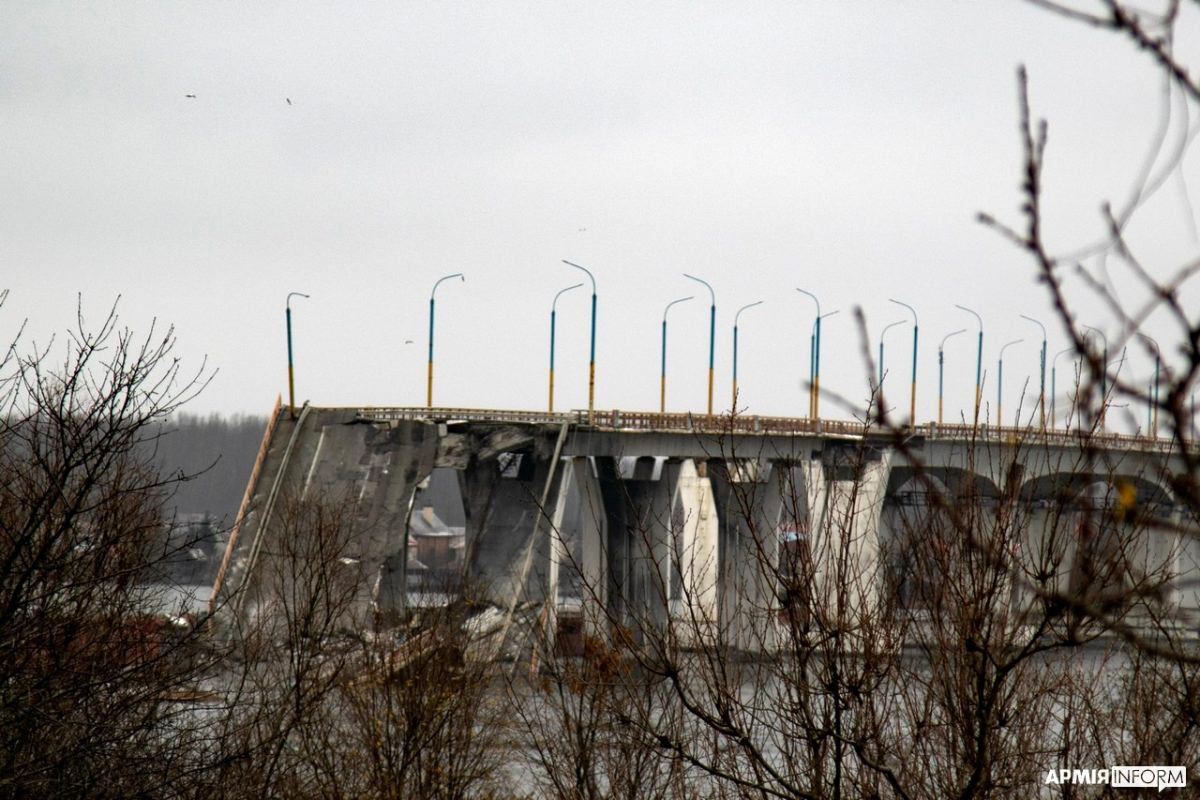
Pont autoroutier d'Antonivka après la bataille de Kherson, 7 décembre 2022.
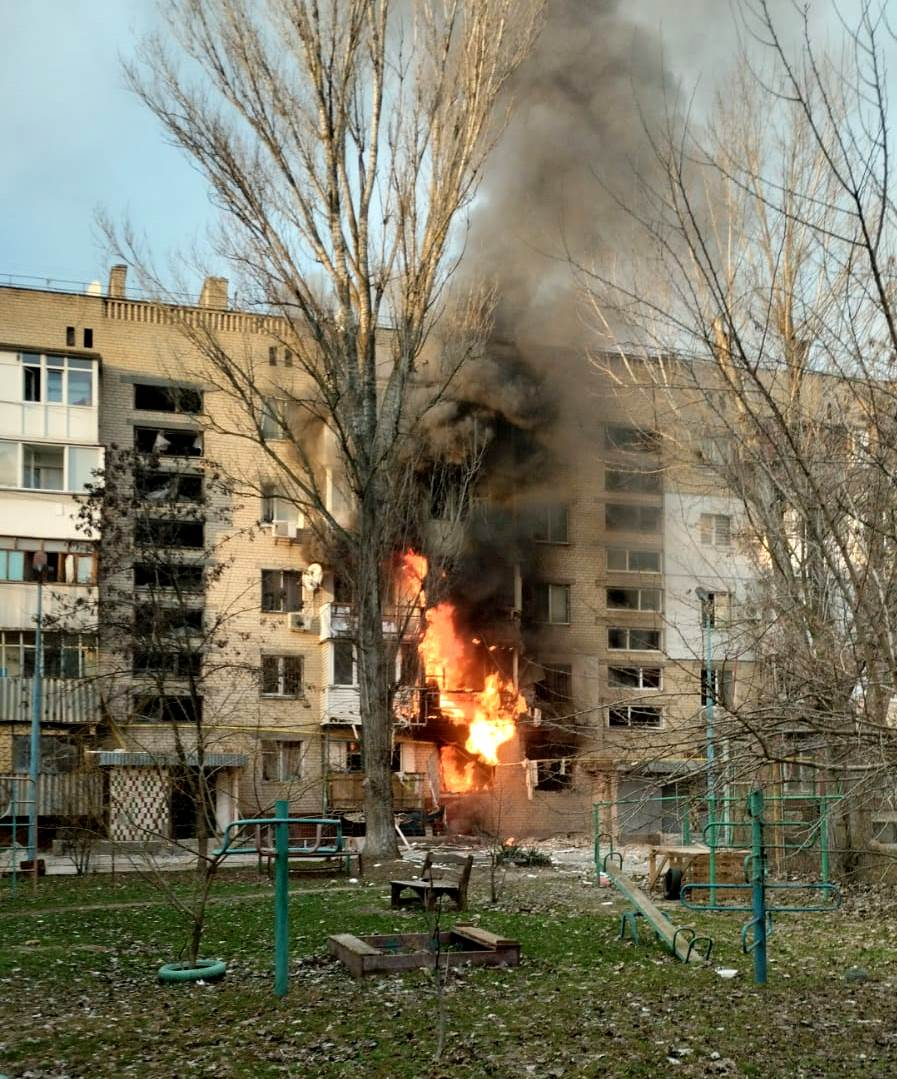
Kherson après un bombardement russe, 15 janvier 2023.
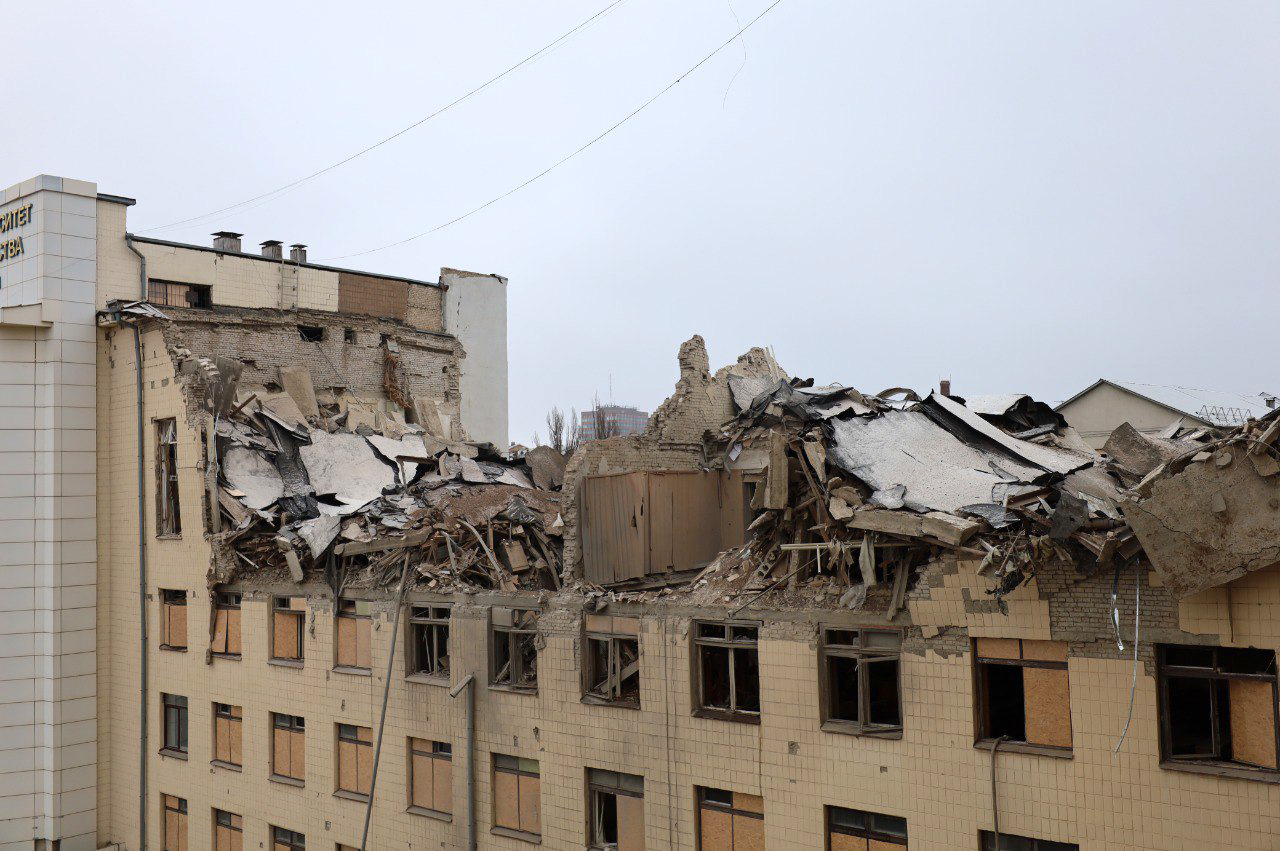
Académie nationale d'économie urbaine de Kharkiv après une attaque de roquette russe, 5 février 2023.
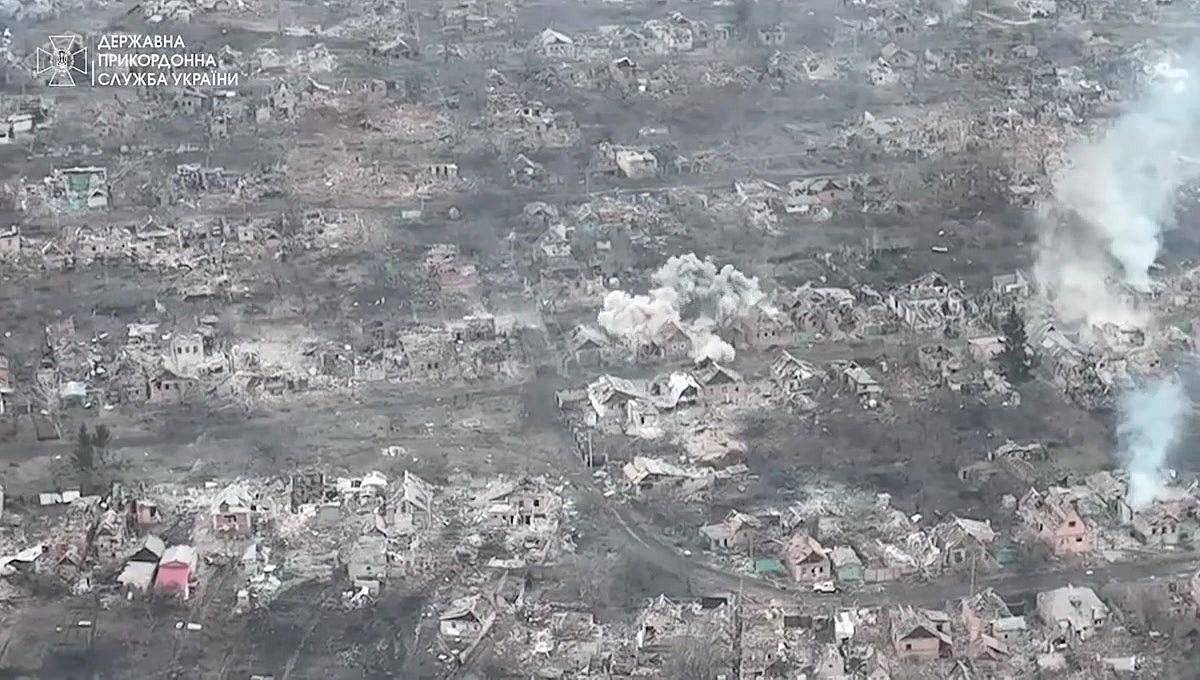
Quartier résidentiel de Bakhmout en ruine, mars 2023.
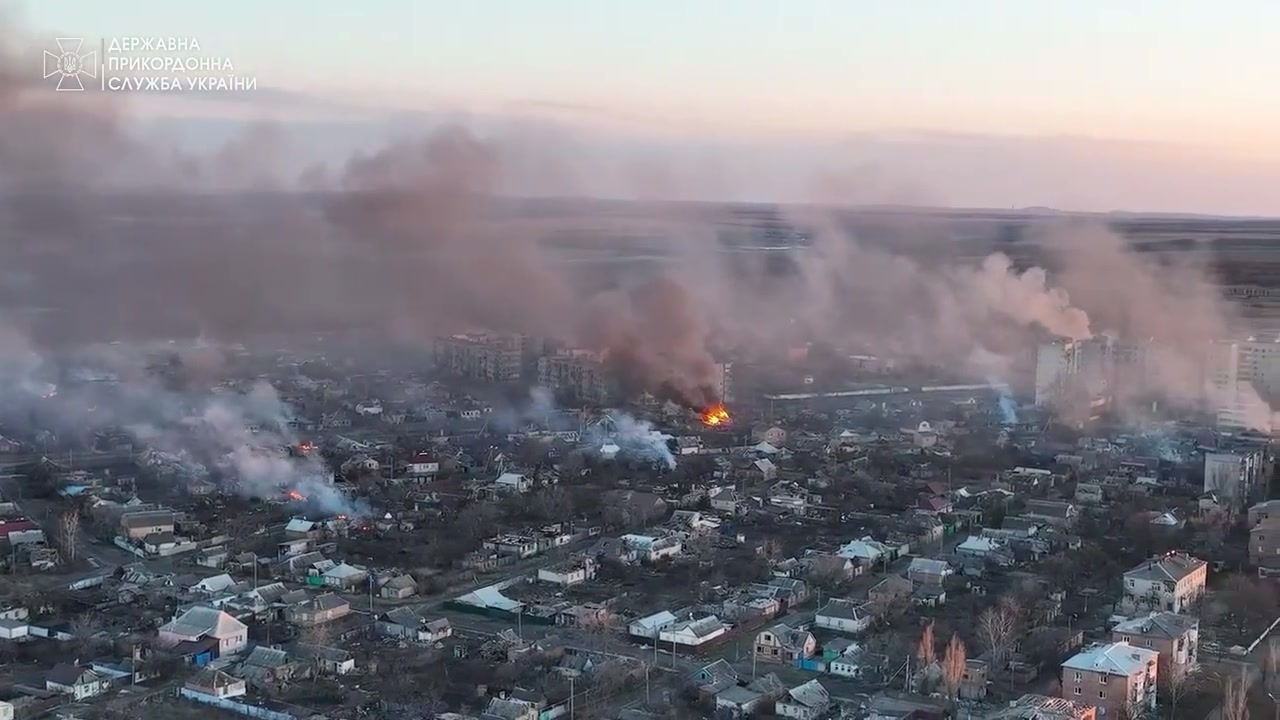
Zone ouest de la ville de Bakhmout après les bombardements russes, avril 2023
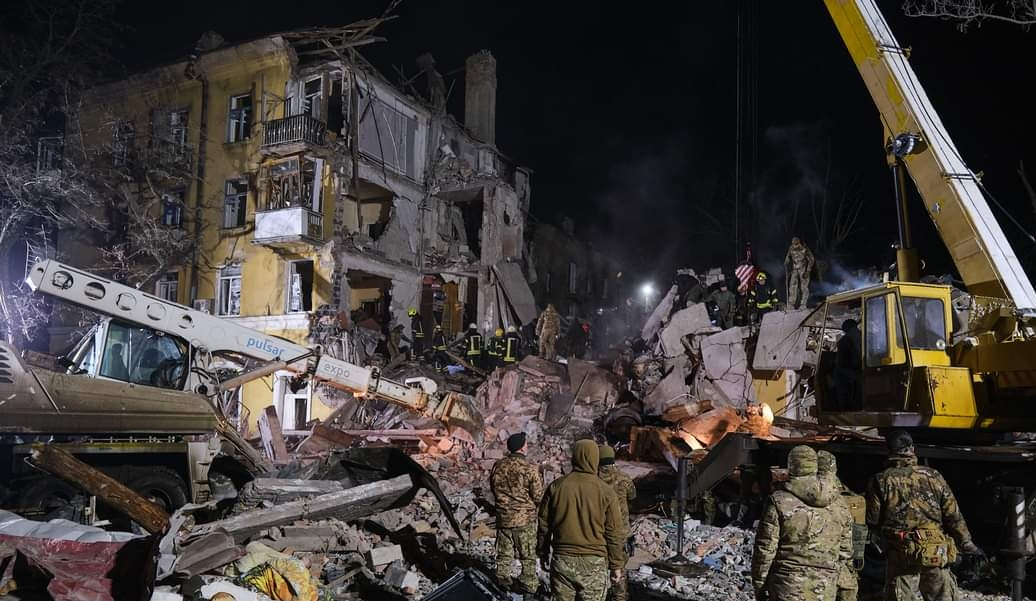
Maison à Kramatorsk après un bombardement russe, 1er février 2023.
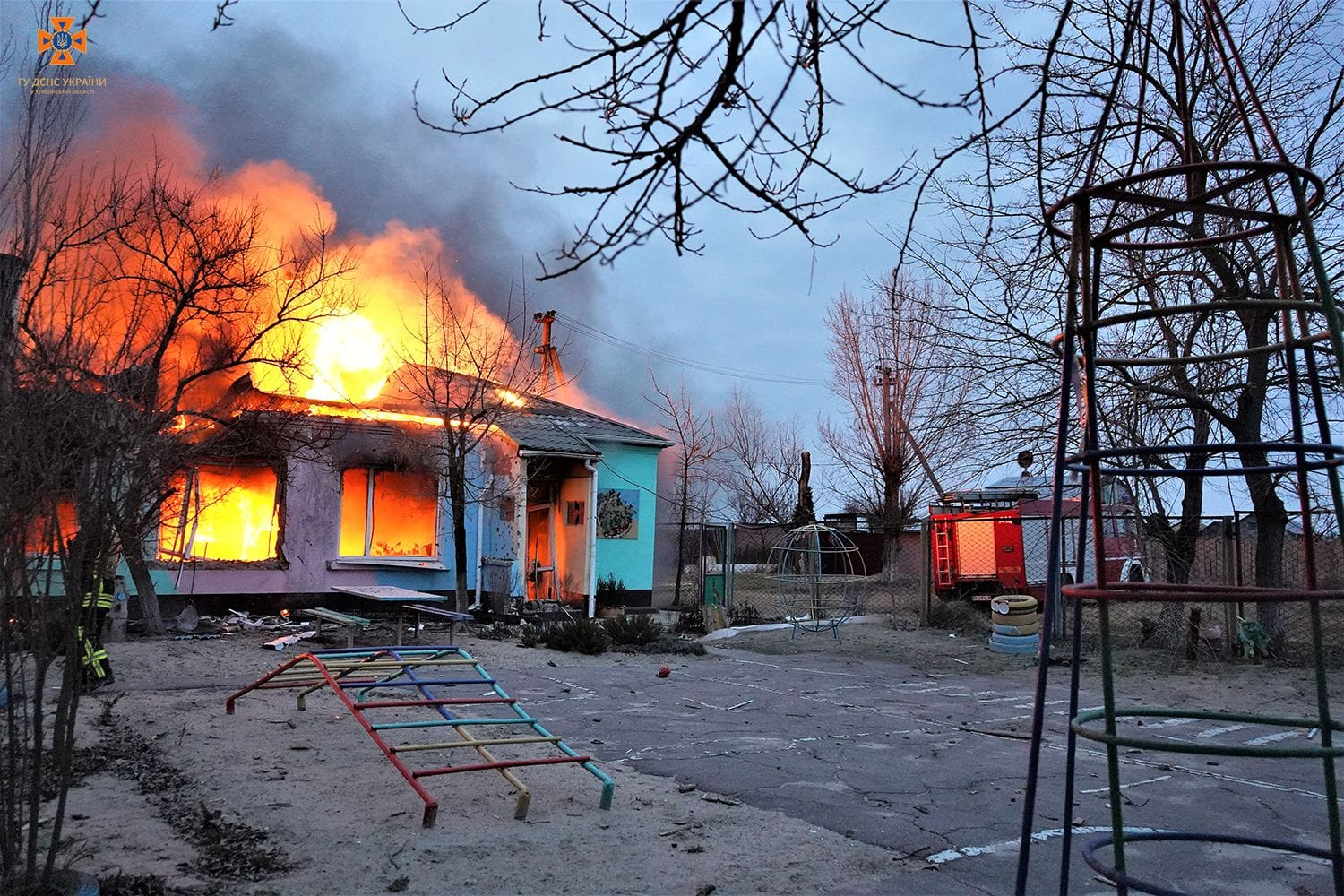
Aire de jeu à Kherson après un bombardement russe, 24 février 2023.
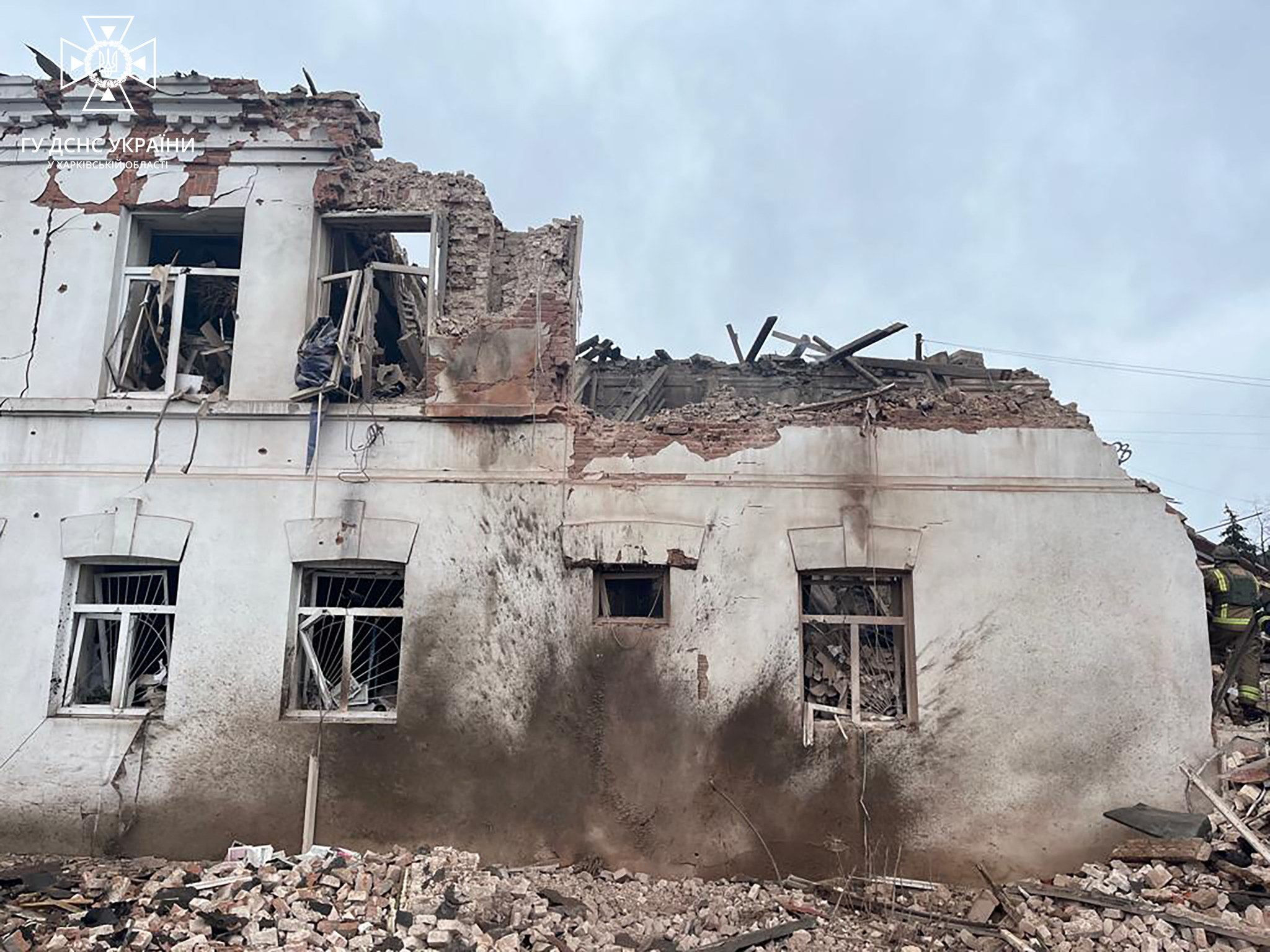
Musée d'histoire locale de Koupiansk après une frappe russe, 25 avril 2023.
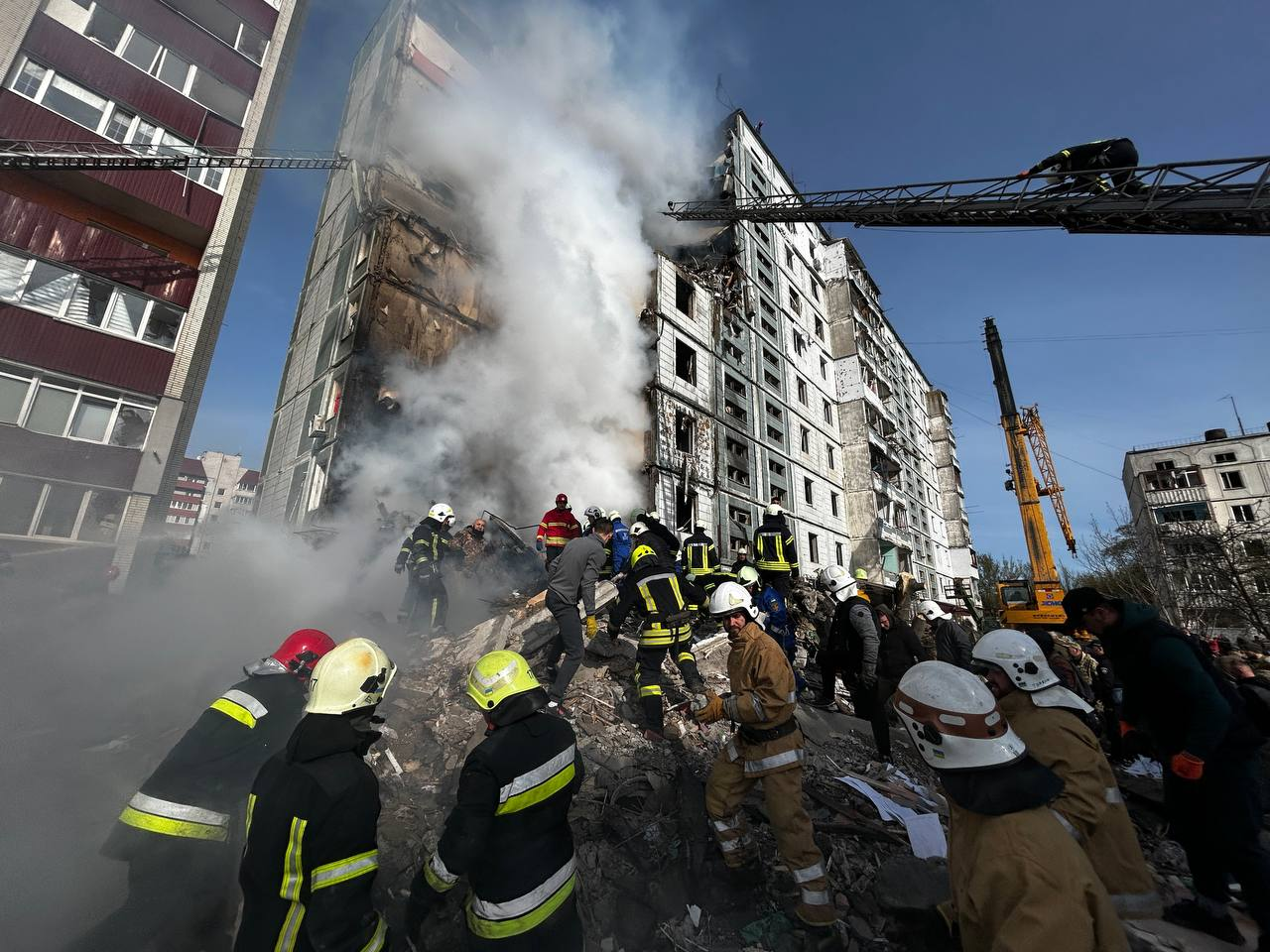
Immeuble détruit après un bombardement russe à Ouman, 28 avril 2023.

## Syrie

### Bombardements aveugles

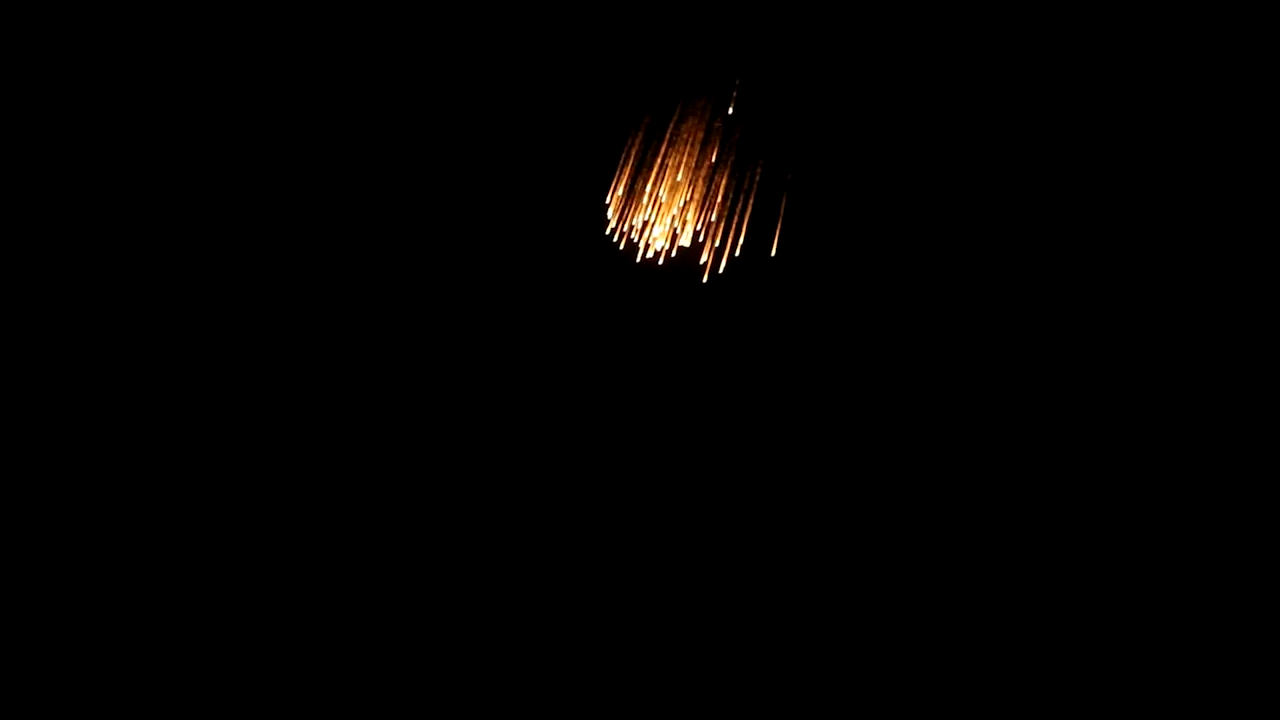
Des avions russes larguant des bombes incendiaires dans le nord d'Alep en juin 2016.

Le 30 septembre 2015, l'armée russe intervient directement dans la guerre civile syrienne aux côtés du gouvernement de Bachar el-Assad. Selon Amnesty International, fin février 2016, des avions de combat russes ont délibérément ciblé des civils et des secouristes lors de leur campagne de bombardement. Le groupe de défense des droits humains documente des attaques contre des écoles, des hôpitaux et des habitations civiles. Selon Amnesty International, « la Russie est coupable de certains des crimes de guerre les plus flagrants » qu'elle ait connus depuis des décennies. Le directeur du programme de réponse aux crises d'Amnesty, Tirana Hassan, déclare qu'après avoir bombardé des cibles civiles, les avions de combat russes « bouclent » pour une seconde attaque visant les travailleurs humanitaires et les civils qui tentent d'aider ceux ayant été blessés lors de la première sortie aérienne.
En février 2016, Human Rights Watch (HRW) signale l'utilisation intensive d'armes à sous-munitions par la Syrie et la Russie, en violation de la résolution 2139 des Nations unies du 22 février 2014, qui exige que toutes les parties mettent fin à « l'emploi aveugle d'armes dans les zones peuplées ». Même si la Russie et la Syrie ne sont pas signataire de la Convention sur les armes à sous-munitions, l'utilisation de telles munitions contredit les déclarations du gouvernement syrien selon lesquelles il s'abstiendrait de les utiliser. Les bombardements aveugles russes contre des civils, utilisant des bombes à fragmentation interdites ou des bombes incendiaires, sont souvent considérés comme une violation du droit international, principalement pendant la bataille d'Alep, et le siège de la Ghouta orientale. Plusieurs parallèles sont établis entre les destructions de 2016 à Alep et celles de Grozny en 2000, décrites par certains comme indiquant une politique commune de « ne pas faire de prisonniers ». Entre mai et juillet 2019, de lourds bombardements russes tuent 544 civils lors de l'assaut contre Idleb. Le 22 juillet 2019, le bombardement du marché de Maarat al-Nouman (en) tue 43 civils. Le 16 août 2019, des avions de combat russes mène une frappe aérienne sur le camp de réfugiés de Hass (en), tuant 20 civils,.
Le 6 mars 2018, le Conseil des droits de l'homme des Nations Unies publie un rapport public confirmant que le massacre du marché d'Atarib (en) a été perpétré par l'armée russe. Un avion russe à voilure fixe utilisant des armes non guidées, y compris des armes à effet de souffle, a été utilisé dans la zone. Le rapport conclut que l'utilisation d'armes aussi lourdes dans des zones civiles densément peuplées peut constituer un crime de guerre,. Le 2 février 2017, le Haut-Commissariat des Nations Unies aux droits de l'homme (HCDH) publie un rapport sur la bataille d'Alep, confirmant l'utilisation d'armes à sous-munitions et d'armes incendiaires par la Russie. D'après les conclusions, leur utilisation sur une zone densément peuplée de l'est d'Alep « équivaut à l'utilisation d'une arme intrinsèquement aveugle, constituant le crime de guerre d'attaques aveugles dans une zone peuplée de civils ».
L'Observatoire syrien des droits de l'homme affirme que les frappes aériennes et les obus d'artillerie russes ont tué 18 000 personnes, dont près de 8 000 civils, en Syrie au 1er octobre 2018.

### Décapitation d'un soldat syrien en 2017
Dans plusieurs vidéos diffusées en 2019 et tournées en 2017, quatre hommes du groupe Wagner apparaissent torturant puis décapitant un déserteur de l'armée syrienne à Al-Chaer, près de Palmyre. Le cadavre, privé de ses bras, est ensuite pendu par les jambes et brûlé, avec, sur son torse, l'inscription « Pour les VDV ! » Le journal russe Novaïa Gazeta identifie l'un des bourreaux grâce à l'une de ces vidéos, mais a du mal à faire saisir de l'affaire le Comité d'enquête russe.
Le 11 mars 2021, le Centre syrien pour les médias et la liberté d'expression, la Fédération internationale pour les droits humains et l'association Memorial déposent plainte, en Russie, contre le groupe Wagner pour le meurtre de ce déserteur syrien. Les trois ONG ont la certitude que les mercenaires de Wagner agissent « sous le contrôle effectif de la Russie » et sont impliqués « dans de graves violations des droits humains contre des civils », en Syrie et ailleurs. La plainte est rejetée, et le recours à l'encontre du Comité d'enquête de la fédération de Russie (SKRF) pour son inaction est aussi rejeté en janvier 2022. À la suite de ces rejets, les organisations des droits humains déposent une requête devant la Cour européenne des droits de l'Homme.

## Seconde guerre civile libyenne
Le groupe Wagner est notamment suspecté de l'exécution sommaire de trois civils le 23 septembre 2019, dans le village d'Espiaa, à 45 kilomètres au sud de Tripoli. Selon la BBC, une douzaine de civils auraient été tués par les hommes de Wagner lors de la bataille de Tripoli.

## République centrafricaine
Le 27 octobre 2021, les experts de l'ONU du Conseil des droits de l'homme avertissent que le groupe paramilitaire russe Wagner « a violemment harcelé et intimidé des civils, y compris des soldats de la paix, des journalistes, des travailleurs humanitaires et des minorités en république centrafricaine ». L'organe appelle le gouvernement de la république centrafricaine à rompre tout lien avec le groupe Wagner,.
Parmi les exemples de crimes suspectés du groupe Wagner en république centrafricaine figurent le massacre de Bongboto (juillet 2021), le massacre d'Aïgbado (janvier 2022) et la détention de rebelles présumés dans des conditions inhumaines dans une base de l'armée nationale à Alindao entre juin et août 2021. Trois mercenaires du groupe Wagner sont également soupçonnés de viols de mères et d'une infirmière dans une maternité de Bangui.

## Mali
En avril 2022, Human Rights Watch (HRW) rapporte que des mercenaires russes, soupçonnés d'être des membres du groupe Wagner, ont commis des atrocités contre des centaines de civils au Mali, aux côtés de membres des forces armées maliennes. Selon l'ONG Armed Conflict Location and Event Data Project, pas moins de 456 civils sont morts dans neuf incidents impliquant des forces maliennes et des combattants du groupe paramilitaire, entre janvier et mi-avril 2022. La plus grande atrocité est commise par les forces russes et maliennes lors du massacre de Moura, où environ 300 civils sont tués le 23 mars 2022,,.

## Poursuites judiciaires

### Régionales
Le gouvernement russe nie toute responsabilité devant ses tribunaux locaux. Alors que des milliers d'enquêtes ont été menées, une seule personne a été condamnée pour des crimes contre les Tchétchènes dans les guerres — Iouri Boudanov, reconnu coupable par un tribunal russe d'enlèvement et de meurtre d' Elza Koungaïeva et condamné à 10 ans de prison en 2003 — ce qui conduit Amnesty International à conclure qu'il n'y a « aucune responsabilité » et que « l'absence de poursuites russes a entraîné un climat d'impunité ».
Le 29 mars 2005, Sergueï Lapine est condamné à 11 ans de prison pour avoir torturé l'étudiant tchétchène Zelimkhan Mourdalov en garde à vue, porté disparu depuis. En décembre 2007, le lieutenant Evgueni
Khoudiakov et le lieutenant Sergueï Arakcheïev sont condamnés à 17 et 15 ans pour avoir tué trois ouvriers du bâtiment tchétchènes près d'un poste de contrôle de Grozny en janvier 2003.

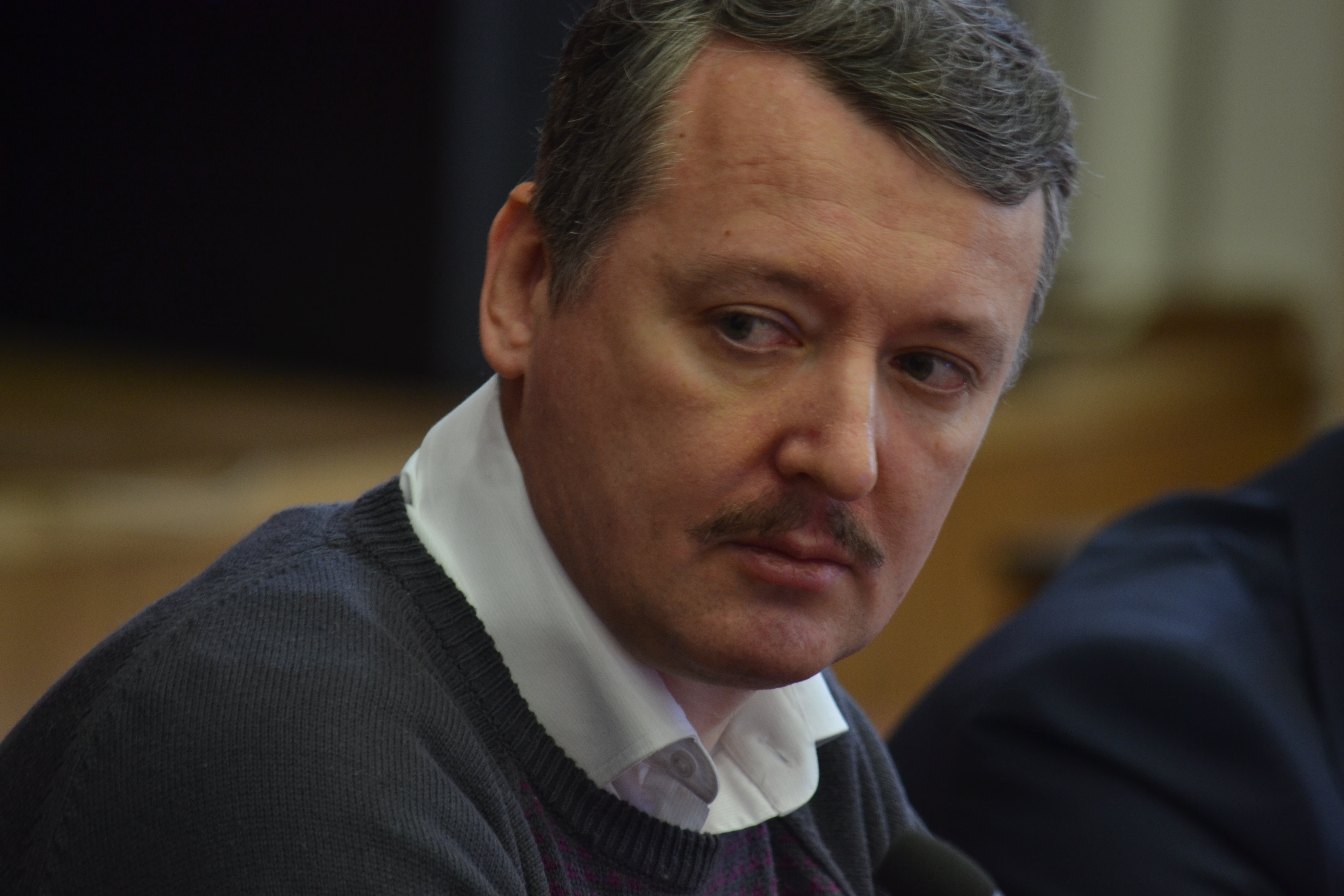
En 2022, l'ancien employé du FSB Igor Guirkine est condamné par contumace par un tribunal néerlandais à la prison à vie pour avoir abattu le MH17.

Le 24 mai 2018, après des recherches comparatives approfondies, l'enquête néerlandaise conclut que le système 9K37 Buk-M1-2 ayant abattu le vol 17 de la Malaysia Airlines en 2014 provenait de la 53e brigade russe de missiles anti-aériens à Koursk. Dans une déclaration du ministre néerlandais des Affaires étrangères du 5 juillet 2017, plusieurs pays poursuivront en justice tout suspect identifié dans la destruction du vol MH17 aux Pays-Bas et en vertu de la législation néerlandaise. Un futur traité entre les Pays-Bas et l'Ukraine permettra aux Pays-Bas de poursuivre les 298 victimes, quelle que soit leur nationalité. Ce traité est signé le 7 juillet 2017. Le 19 juin 2019, les procureurs néerlandais inculpent quatre personnes pour la mort de l'accident du MH17 : trois Russes : Igor Guirkine, un ancien employé du FSB ; Sergueï Doubinski et Oleg Poulatov ; d'anciens membres du GRU — et un Ukrainien — Leonid Kharchenko — associés à la république populaire de Donetsk,,. Le 17 novembre 2022, un tribunal néerlandais déclare Guirkine, Doubinski et Kharchenko coupables et sont condamnés par contumace à la prison à vie.
Le 29 août 2003, selon les conclusions d'un tribunal néerlandais (Rechtbank's Gravenhage), le massacre de Samashki de 250 civils tchétchènes est un crime contre l'humanité. Le 9 novembre 2021, les autorités ukrainiennes arrêtent Denis Koulikovsky, le directeur principal du centre de détention d'Izoliatsia dans la république populaire de Donetsk, où les prisonniers ont été torturés.

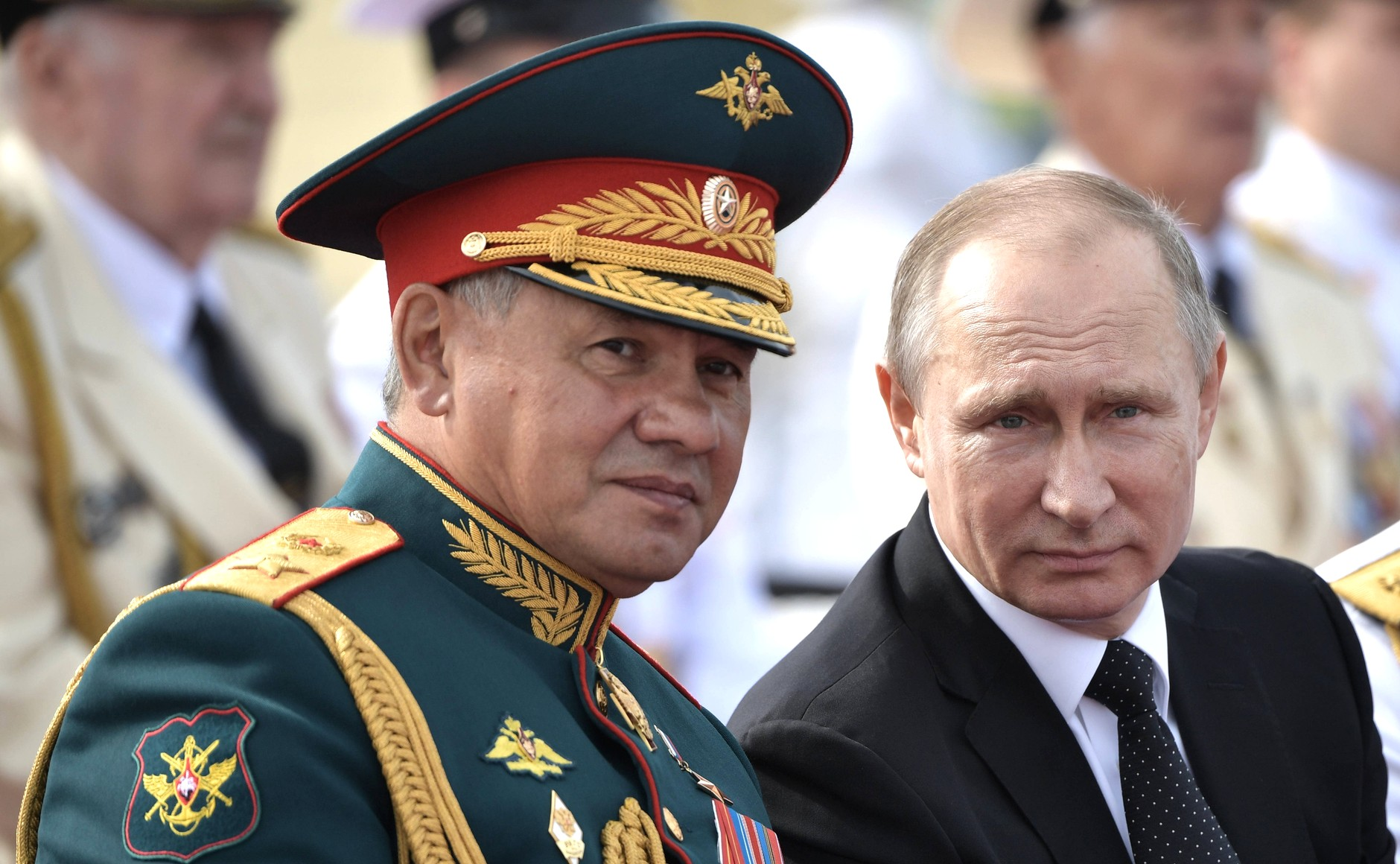
Le président russe Vladimir Poutine, qui dirige la Russie depuis 2000, et le ministre russe de la Défense Sergueï Choïgou sont tous deux accusés de crimes de guerre.

Le 15 mars 2022, le Sénat américain adopte une résolution à l'unanimité déclarant le dirigeant russe Vladimir Poutine criminel de guerre.
En 2022, les parlements nationaux, dont ceux de la Pologne, de l'Ukraine, du Canada, de l'Estonie, de la Lettonie, de la Lituanie et de la république d'Irlande, déclarent qu'un génocide a lieu en Ukraine.
Le 13 mai 2022, les autorités de Kiev entament leur premier procès pour crimes de guerre impliquant l'invasion russe de l'Ukraine en 2022, lorsque le soldat russe Vadim Chichimarine est inculpé pour le meurtre d'un civil non armé dans l'oblast de Soumy. Il est condamné à 15 ans de prison. Le 31 mai, un tribunal de Kiev condamne deux soldats russes (lexandereBobikin eaet lexandereIvanovà)  11 ans et demi chacun pour avoir tiré daveclde 'artillerie sur deux villages de l'oblast de Kharkiv. Le 29 septembre 2022, le lieutenant russe Serhiy Steïner est condamné par contumace à 9 ans de prison par un tribunal ukrainien pour pillage et destruction de biens civils dans le village de Loukianivka. Le 23 décembre 2022, un tribunal ukrainien condamne quatre soldats russes à 11 ans de prison pour avoir enlevé et torturé trois habitants de Borova, qui formaient une unité antiterroriste. Le 3 mars 2023, un tribunal ukrainien condamne un pilote russe à 12 ans de prison pour avoir largué huit bombes sur la station de télévision et de radio de Kharkiv.

### Internationales
Le gouvernement russe tente de bloquer ou d'empêcher efficacement toute poursuite internationale de son rôle dans des crimes de guerre présumés par un tribunal international, en utilisant son siège au Conseil de sécurité pour opposer son veto aux résolutions appelant à une enquête et à la responsabilisation de l'attentat contre le vol 17 de la Malaysia Airlines au-dessus de l'oblast de Donetsk et pour des crimes commis en Syrie. Il nie toute attaque chimique à Douma le 7 avril 2018, mais cela sera néanmoins confirmé dans un rapport de l'Organisation pour l'interdiction des armes chimiques, soutenue par l'ONU.
Le 7 avril 2022, la résolution ES-11/3 de l'Assemblée générale des Nations unies suspend la Russie du Conseil des droits de l'homme des Nations unies en raison de crimes de guerre en Ukraine.
Le 23 novembre 2022, le Parlement européen désigne la Russie comme État parrain du terrorisme, déclarant que ses attaques militaires généralisées contre les infrastructures énergétiques, les hôpitaux, les écoles et les abris ukrainiens violent le droit international et mettent en danger les civils ukrainiens en hiver. Le 19 janvier 2023, le Parlement européen adoptent également une résolution recommandant la création d'un tribunal international chargé de poursuivre Poutine et le dirigeant biélorusse Alexandre Loukachenko pour crimes de guerre.

#### Cour européenne des droits de l'homme
En raison de l'impunité des soldats russes en Russie, des centaines de victimes d'abus ont déposé des requêtes auprès de la Cour européenne des droits de l'homme (CEDH). En 2009, la CEDH rend 115 verdicts (y compris dans Baysayeva v. Russia) déclarant le gouvernement russe coupable de disparitions forcées, d'exécutions extrajudiciaires, de torture et pour des enquêtes douteuses sur les crimes commis en Tchétchénie.
Le 21 janvier 2021 la CEDH reconnaît qu'à l'occasion de la guerre russo-géorgienne de 2008, la Russie s'est rendue coupable de violations de la Convention européenne des droits de l'Homme, notamment en ayant empêché le retour de 20 000 Géorgiens déplacés sur leur territoire,,.

#### Cour pénale internationale

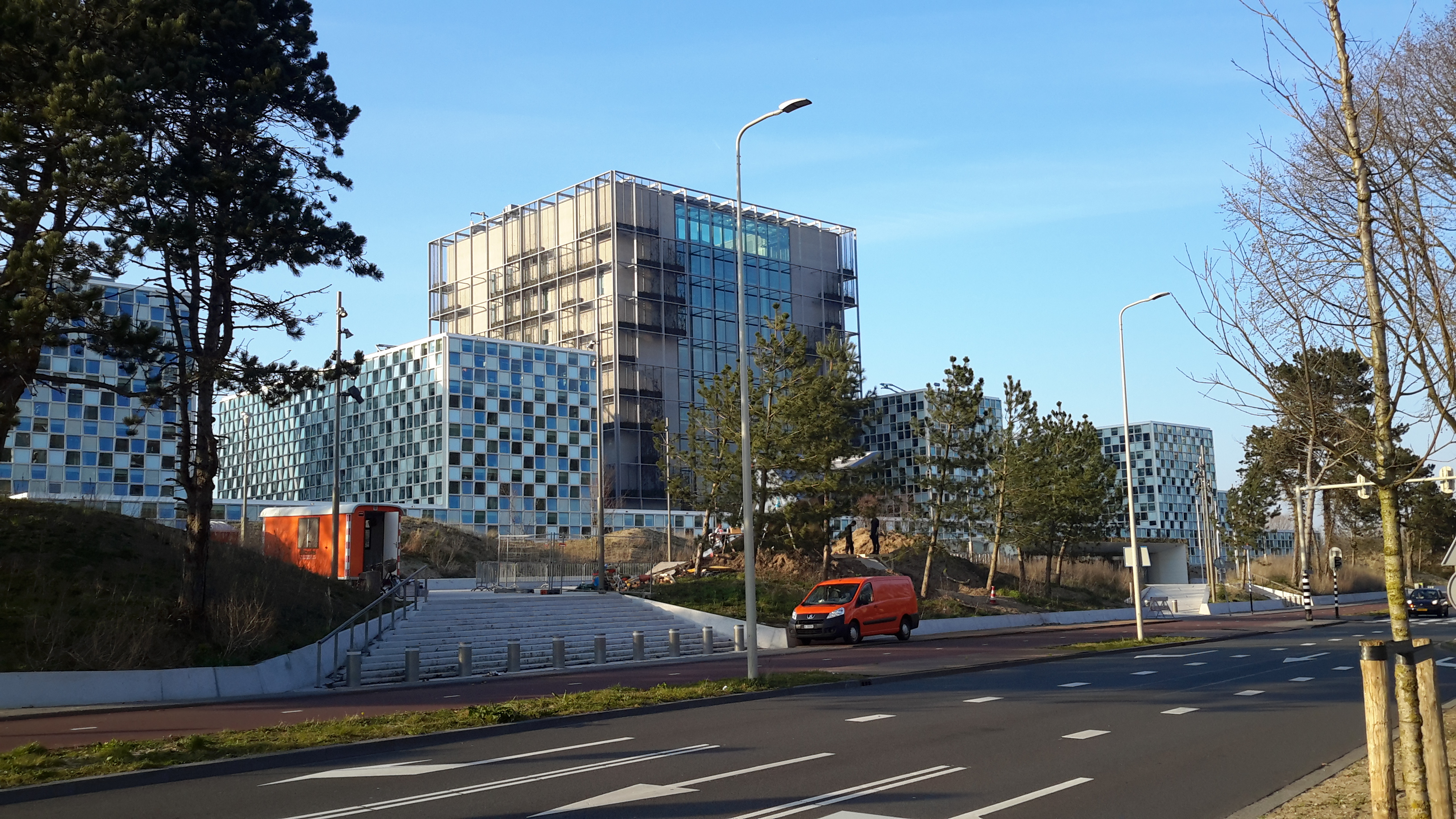
Bâtiment de la Cour pénale internationale à La Haye.

Lorsque la Cour pénale internationale (CPI) commence à enquêter sur l'annexion de la Crimée par la Russie pour d'éventuelles violations du droit international, celle-ci retire son adhésion le 16 novembre 2016. Néanmoins, dans son rapport préliminaire de 2017, la CPI conclut : « la situation sur le territoire de la Crimée et de Sébastopol équivaut à un conflit armé international entre l'Ukraine et la fédération de Russie » et « équivaut de fait à un état d'occupation en cours ». Il existe des preuves crédibles prouvant qu'au moins 10 personnes sont portés disparus en Crimée pour s'être opposées au changement de son statut. En janvier 2016, la CPI a également ouvert une enquête sur d'éventuels crimes de guerre perpétrés pendant la guerre russo-géorgienne de 2008.
Le 28 février 2022, le procureur de la CPI, Karim Khan, annonce ouvrir une enquête sur les crimes de guerre présumés en Ukraine. Le 17 mars 2023, la CPI émet des mandats d'arrêt contre Vladimir Poutine et la commissaire russe aux droits de l'enfant Maria Lvova-Belova pour crimes de guerre, principalement pour l'expulsion et le transfert illégal de civils (enfants) de l'Ukraine occupée vers la Russie. Human Rights Watch salue l'acte, affirmant qu'il « faut avancer la justice ». Amnesty International salua également cette décision, recommandant un élargissement de l'acte d'accusation afin d'inclure également de nombreux autres crimes de guerre.

#### Cour internationale de Justice
L'Ukraine a notamment porté une affaire devant la Cour internationale de justice (CIJ) contre la Russie. Le 16 mars 2022, une décision est rendue, ordonnant à la Russie de « suspendre immédiatement les opérations militaire» en Ukraine.

#### Commission d'enquête internationale sur l'Ukraine
Le 4 mars 2022, le Conseil des droits de l'homme des Nations unies vote par 32 voix pour, 2 contre et 13 abstentions la création de la Commission d'enquête internationale indépendante sur l'Ukraine (en), un comité international indépendant composé de trois experts des droits de l'homme ayant pour mandat d'enquêter sur les violations des droits de l'homme et du droit international humanitaire dans le contexte de l'invasion russe de l'Ukraine.

### Ouvrages
- Amnesty International, Russian Federation: What justice for Chechnya's disappeared?, 2007 (lire en ligne)
- Amnesty International, « Civilians in the Aftermath of War: The Georgia-Russia Conflict One Year On », London, 2009
- International Criminal Court, « Report on Preliminary Examination Activities », The Hague, 2017
- OHCHR, « Report of the Independent International Commission of Inquiry on the Syrian Arab Republic », United Nations Human Rights, 2017
- United Nations Human Rights Council, « Report of the Independent International Commission of Inquiry on the Syrian Arab Republic — Forty-third session », 2 mars 2020 (consulté le 3 mars 2020)
- Laurence Binet, War crimes and politics of terror in Chechnya 1994–2004, Médecins Sans Frontières, 2016 (lire en ligne)
- Robert Dubler et Matthew Kalyk, Crimes against Humanity in the 21st Century: Law, Practice and Threats to International Peace and Security, BRILL, 2018 (ISBN 978-90-04-34768-7, lire en ligne)
- Rhonda L. Callaway et Julie Harrelson-Stephens, Coping with Terrorism: Origins, Escalation, Counterstrategies, and Responses, Suny Press, 2010 (ISBN 978-1-4384-3313-4), « How to Win Enemies and Influence Terrorism »
- Emma Gilligan, Terror in Chechnya: Russia and the Tragedy of Civilians in War, vol. 4, Princeton University Press, 2009 (ISBN 978-1-4008-3176-0, lire en ligne)
- Virgil Hawkins, Stealth Conflicts: How the World's Worst Violence Is Ignored, Routledge, 2016 (ISBN 978-1-351-89794-5, lire en ligne)
- Oleksandr Merezhko, The Use of Force against Ukraine and International Law: Jus Ad Bellum, Jus In Bello, Jus Post Bellum, Springer, 2018 (ISBN 9789462652224), « International Legal Aspects of Russia's War Agaianst Ukraine in Eastern Ukraine »
- Moorcraft et Taylor, Shooting the Messenger: The Political Impact of War Reporting, Potomac Books, 2008 (ISBN 978-1-57488-947-5, lire en ligne ), 145
- Betty A. Reardon et Asha Hans, The Gender Imperative: Human Security vs State Security, Taylor & Francis, 2018 (ISBN 978-0-429-83878-1, lire en ligne)

#### Rapports internationaux et d'ONG
- OHCHR, « Report of the Independent International Commission of Inquiry on Ukraine », Geneva, 15 mars 2023
- OHCHR, « Independent International Commission of Inquiry on Ukraine », Geneva, 18 octobre 2022
- OSCE, « Report on Violations of International Humanitarian and Human Rights Law, War Crimes and Crimes against Humanity committed in Ukraine », 14 juillet 2022
- Amnesty International, « Ukraine: Russia's unlawful transfer of civilians a war crime and likely a crime against humanity – new report », 10 novembre 2022
- Human Rights Watch, Russian Atrocities in Chechnya Detailed: New Information on Massacres in Aldi District of Grozny, 1 June 2000